# Prairies et mares de la Voueize à Lussat
Le site « prairies et mares de la Voueize à Lussat » est une zone naturelle d'intérêt écologique, faunistique et floristique (ZNIEFF) française du département de la Creuse, en région Nouvelle-Aquitaine. Il est englobé en totalité dans la ZNIEFF plus importante vallée de la Voueize à l'amont de Chambon.

## Situation
Dans le quart nord-est du département de la Creuse, le site « prairies et mares de la Voueize à Lussat s'étend sur 777 hectares, de façon majoritaire sur le territoire de la commune de Lussat (environ 87 %), sur Chambon-sur-Voueize (11 %), Bord-Saint-Georges (1,5 %) et de façon infime sur celui de Gouzon. Géologiquement, la zone fait partie du bassin sédimentaire de Gouzon, caractérisé par des sols détritiques argilo-sableux ou sableux.
La zone inclut le bourg de Lussat. Elle est située à l'est et au nord-est de l'étang des Landes qui lui est contigu. Ses principaux cours d'eau sont la Voueize et ses affluents la Verneigette, le ruisseau de l'Étang des Landes et le ruisseau de la Viergne.

## Description
Le site « prairies et mares de la Voueize à Lussat » est une zone naturelle d'intérêt écologique, faunistique et floristique (ZNIEFF) — un espace naturel inventorié en raison de son caractère remarquable — de type 1, c'est-à-dire qu'elle est de superficie réduite, avec des espaces homogènes d'un point de vue écologique et qu'elle abrite au moins une espèce et/ou un habitat rares ou menacés, d'intérêt aussi bien local que régional, national ou communautaire.
Cette zone est intégralement incluse dans la ZNIEFF de type 2 vallée de la Voueize à l'amont de Chambon. De plus, au sud, elle tangente la ZNIEFF de type 2 bassin versant de l'étang des Landes ainsi que la ZNIEFF de type 1 étang des Landes.
Des recensements ont été effectués sur la ZNIEFF aux niveaux faunistique et floristique, de 1998 à 2020.

Photos prises sur le territoire de Lussat.
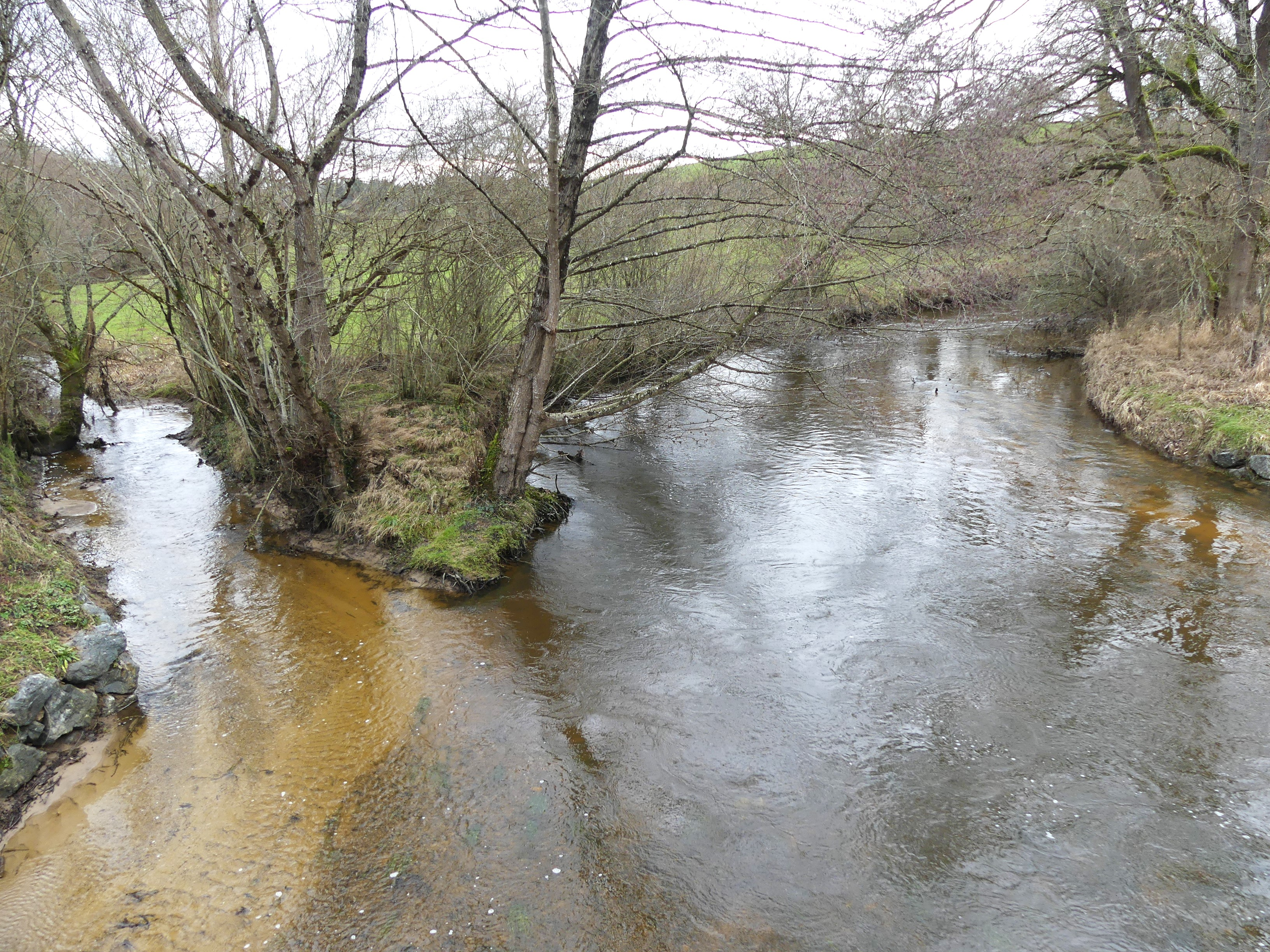
Le ruisseau de l'étang des Landes (à gauche), conflue avec la Voueize au pont Bredeix.
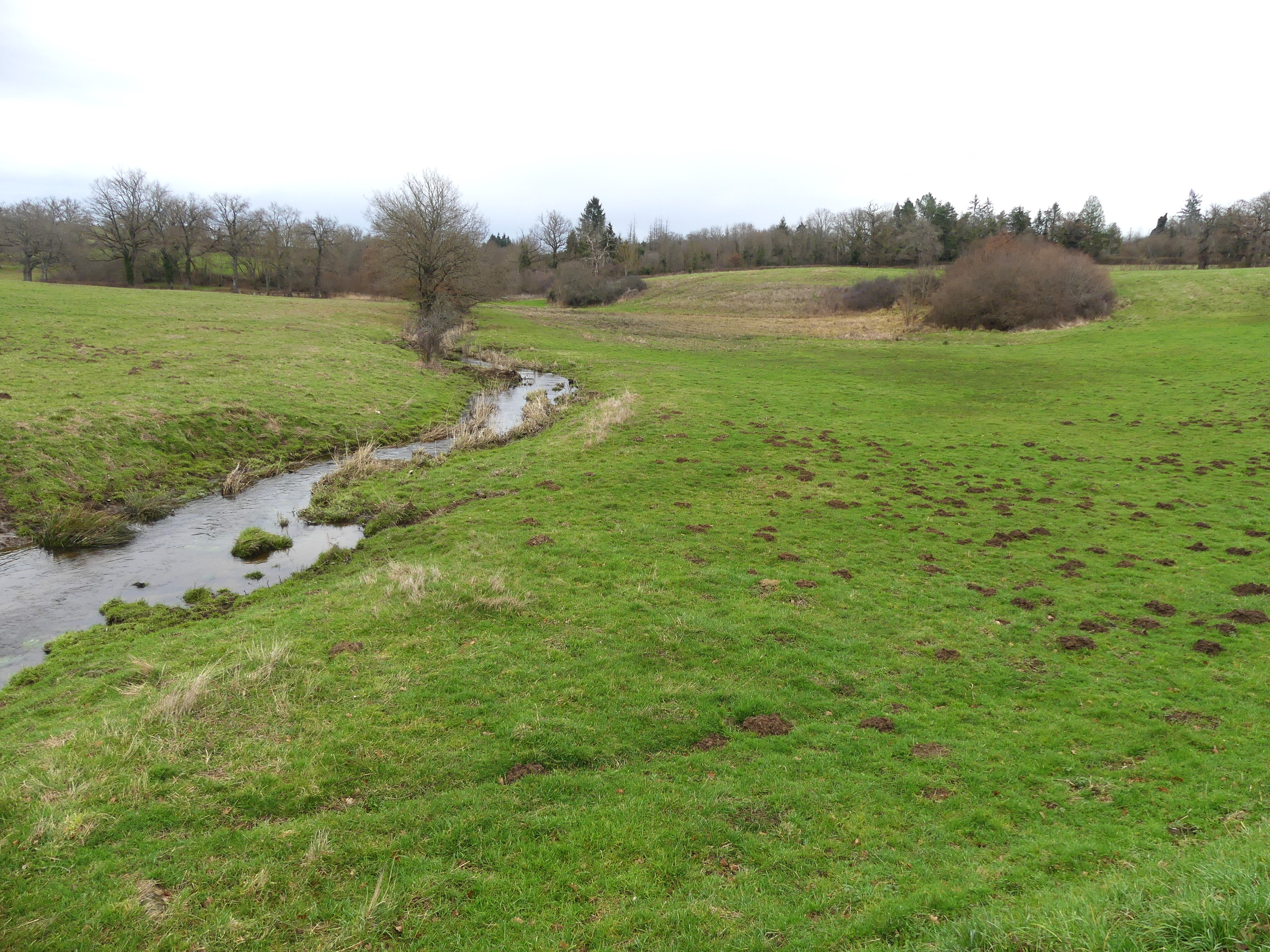
Le ruisseau de l'Étang des Landes au lieu-dit Étang Girard. La zone à droite du ruisseau fait partie de la ZNIEFF.
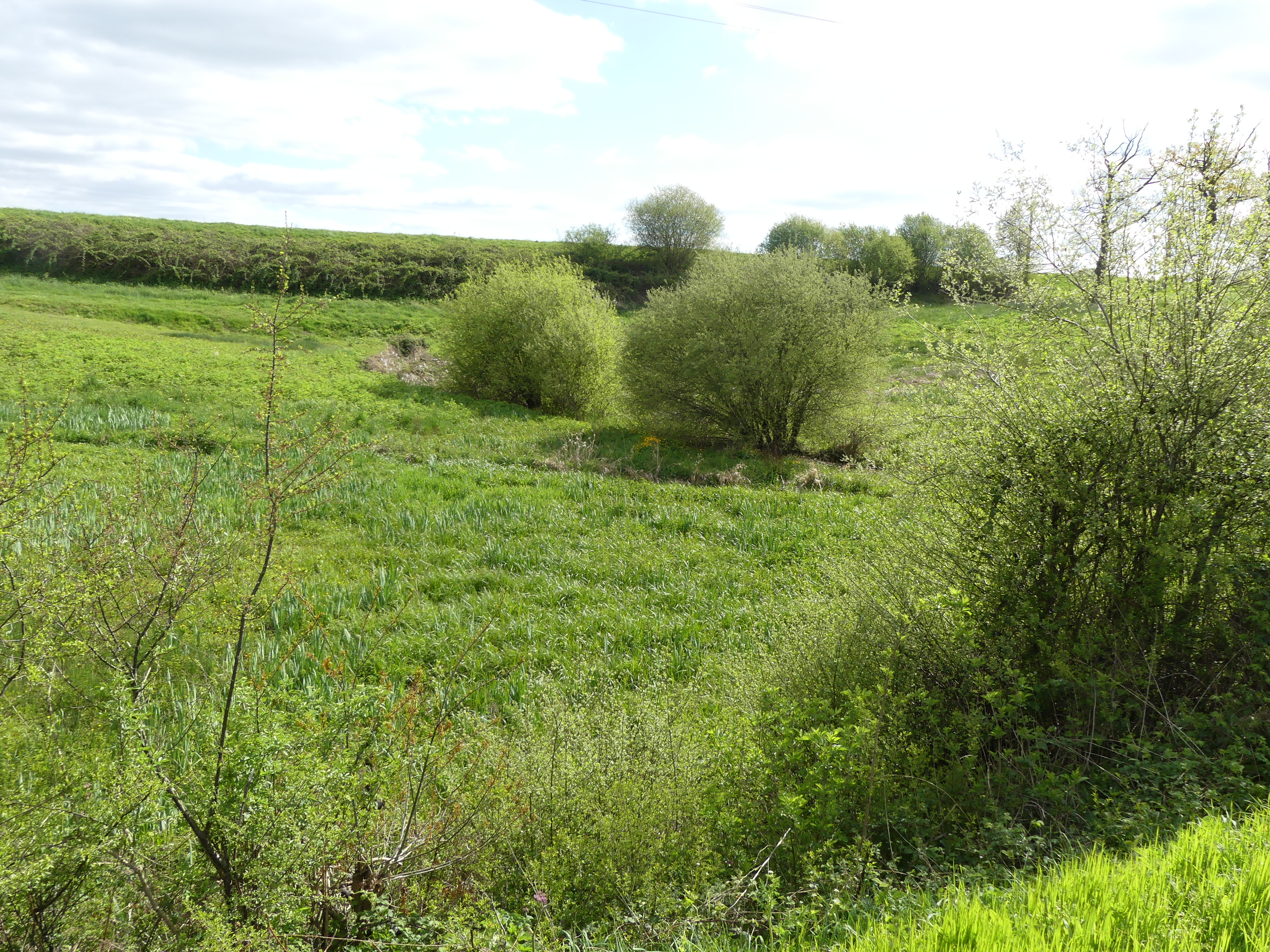
Paysage au niveau du ruisseau de la Viergne, au nord de la RD 915

## Habitats
Trois habitats déterminants ont été recensés pour cette ZNIEFF : les prairies à Jonc acutiflore, les prairies humides atlantiques et subatlantiques  et les voiles des cours d'eau.

## Faune

### Espèces animales déterminantes
Dix espèces déterminantes d'animaux ont été répertoriées sur cette ZNIEFF entre 1997 et 2018 :
- un amphibien en 1998 et 2018 : le Triton crêté (Triturus cristatus) ;
- trois insectes entre 1998 et 2018 : Cassida subreticulata (es), le Leste des bois (Lestes dryas) et le Leste sauvage (Lestes barbarum) ;
- un mammifère en 1997 et 2012 : la Loutre d'Europe (Lutra lutra) ;
- un mollusque en 2008 et 2018 : la Mulette ligérienne (Unio crassus courtillieri) ;
- quatre poissons entre 2008 et 2015 : la Bouvière (Rhodeus amarus), le Grand brochet (Esox lucius), la Loche franche (Barbatula barbatula) et la Tanche (Tinca tinca).

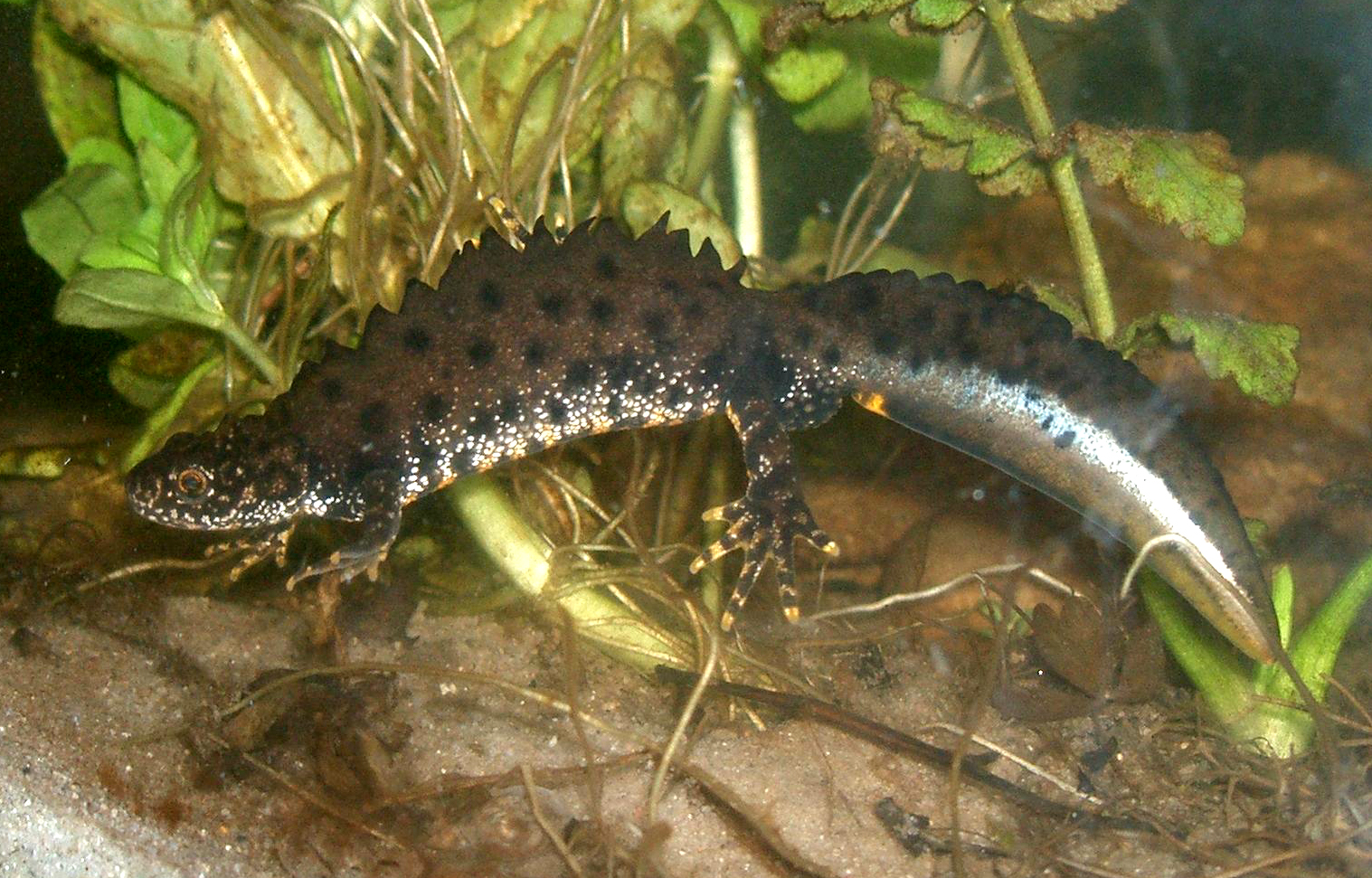
Triton crêté.
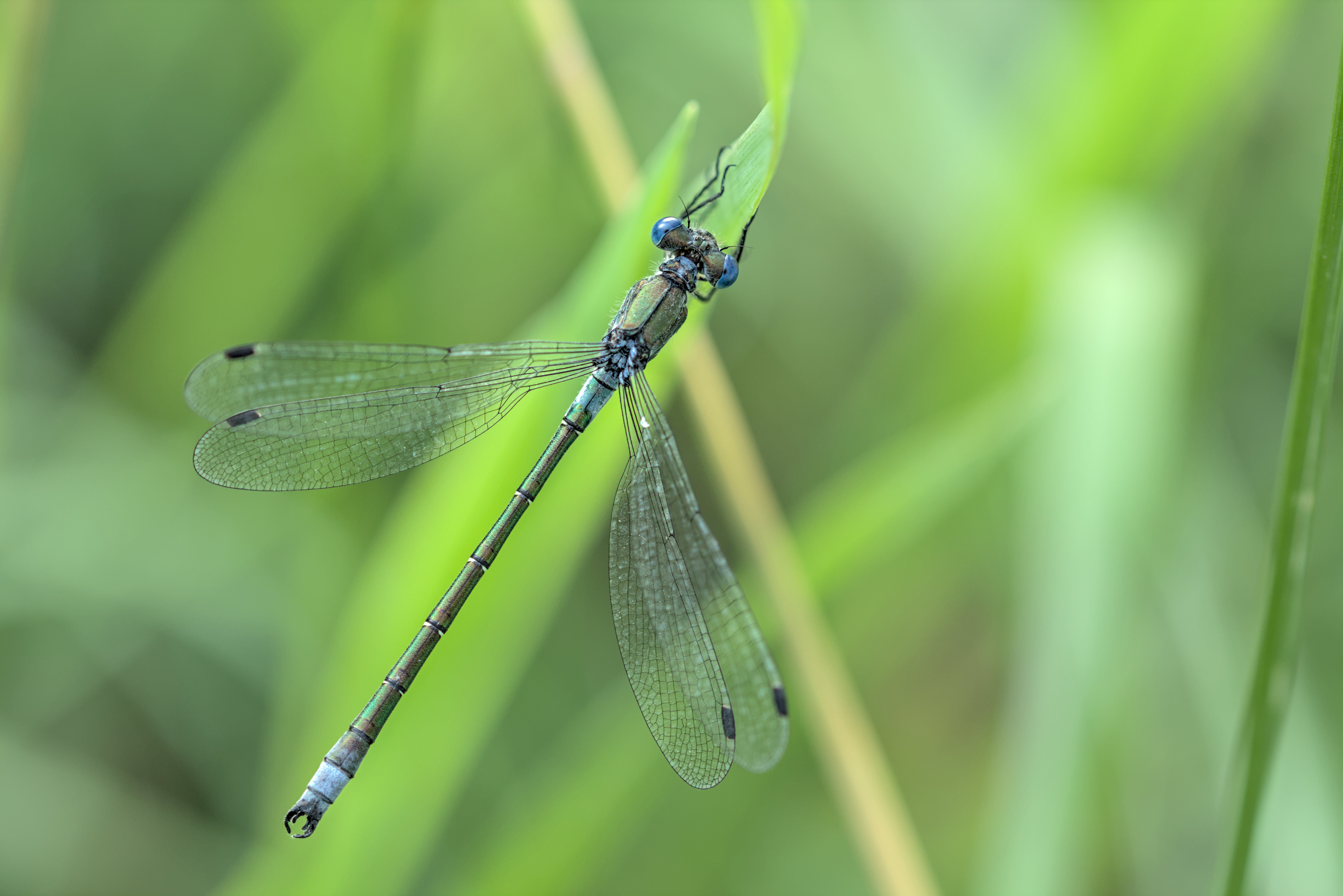
Leste des bois.
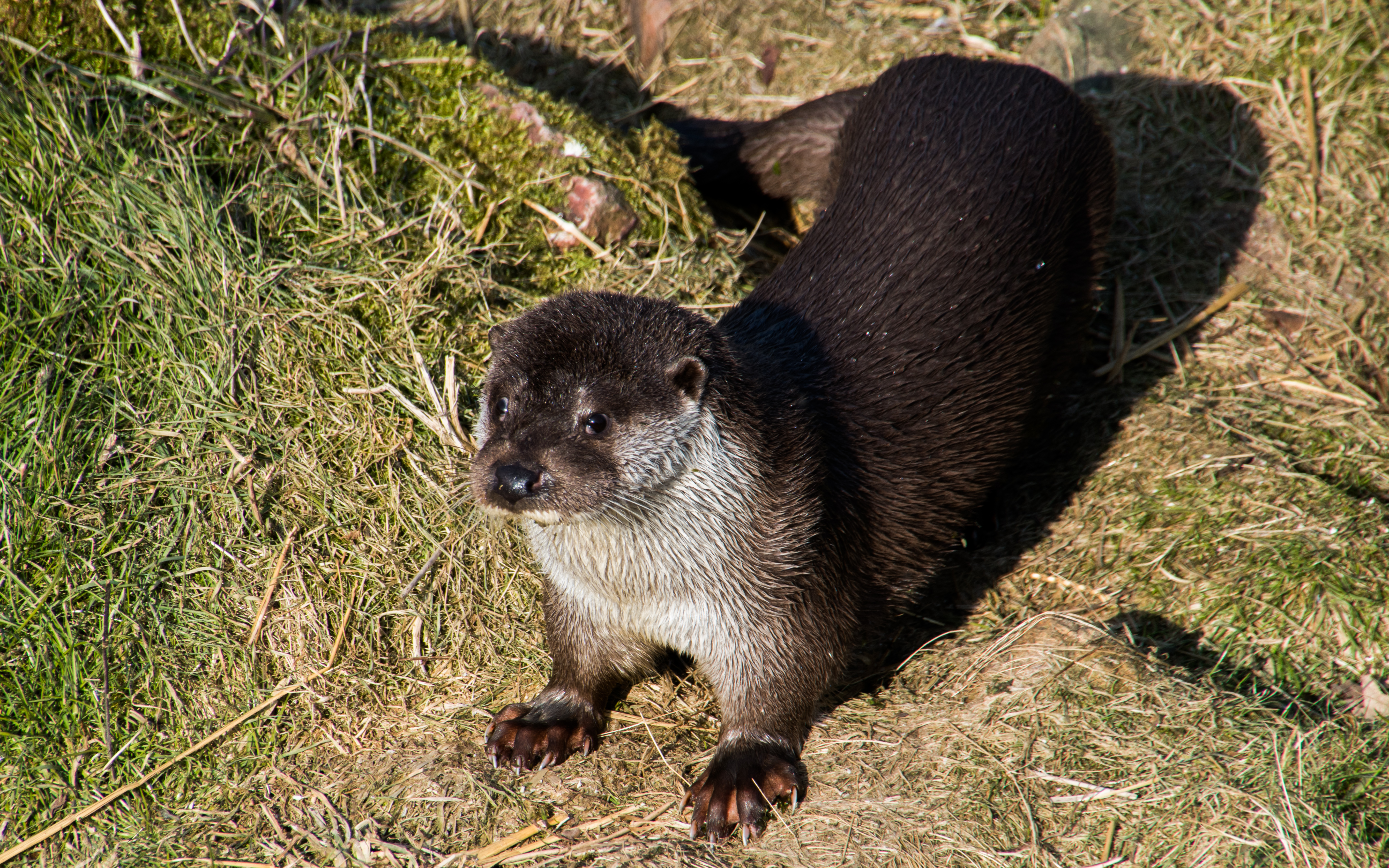
Loutre d'Europe.
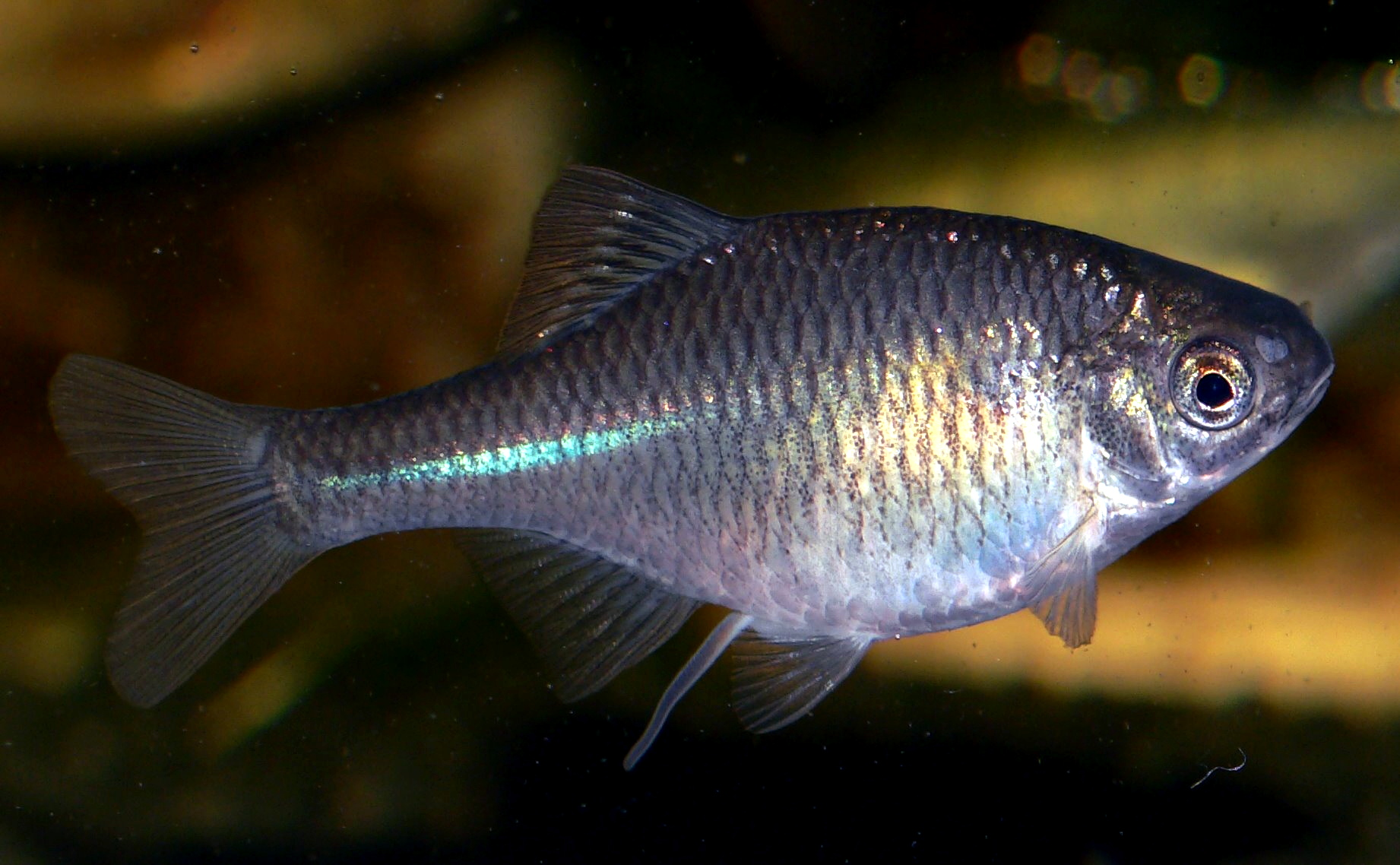
Bouvière.
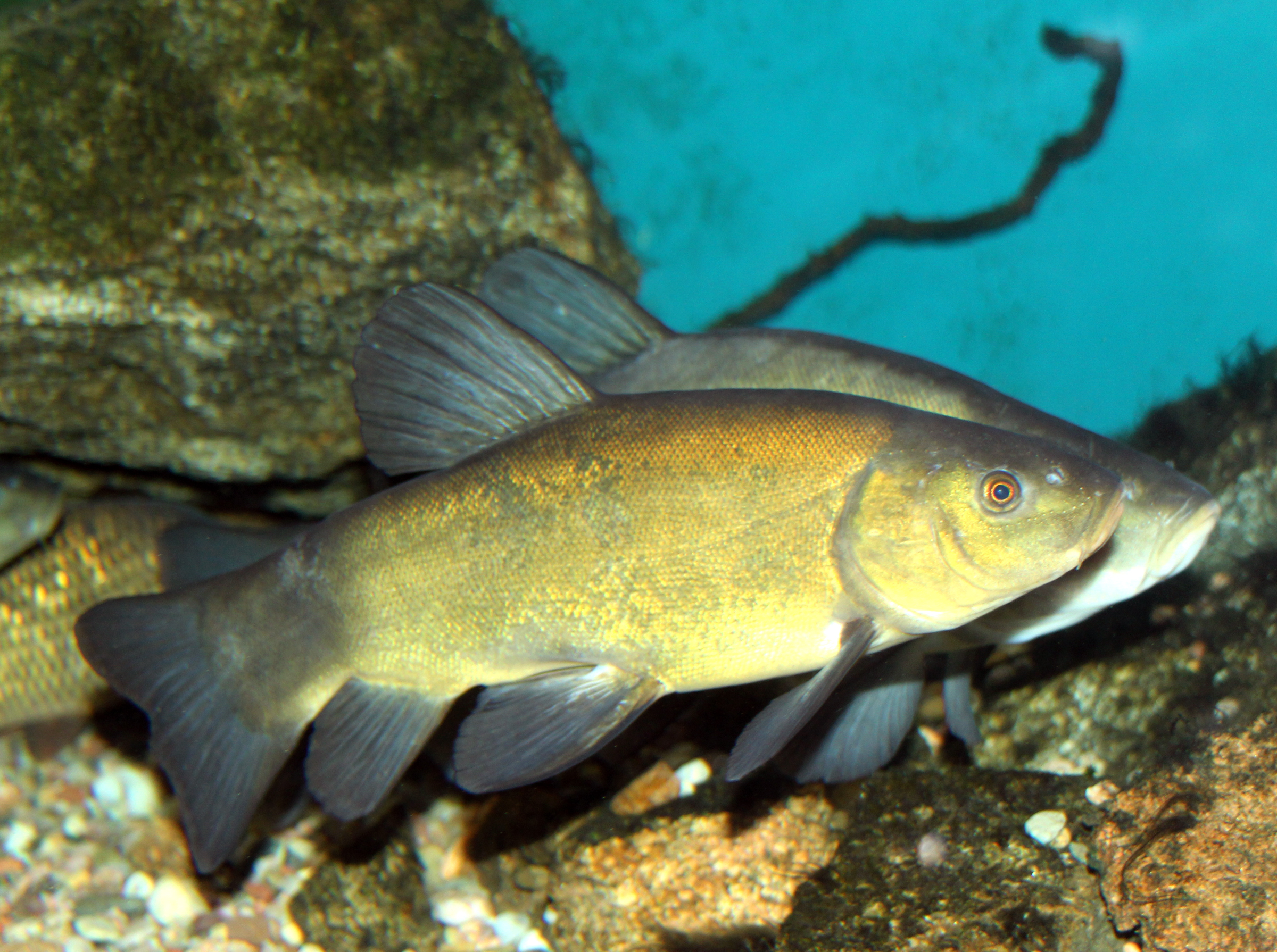
Tanche.

### Autres espèces animales
Outre les espèces déterminantes déjà mentionnées, 85 autres espèces animales y ont été recensées :
- huit amphibiens de 1998 à 2019 : l'Alyte accoucheur (Alytes obstetricans ), la Grenouille agile (Rana dalmatina), la Grenouille rousse (Rana temporaria), la Grenouille verte (Pelophylax kl. esculentus), la Rainette verte (Hyla arborea), le Triton de Blasius (Triturus blasii), le Triton marbré (Triturus marmoratus) et le Triton palmé (Lissotriton helveticus) ;
- deux crustacés[Note 2] de 2008 à 2015 : l'Écrevisse américaine (Faxonius limosus) et l'Écrevisse de Californie (Pacifastacus leniusculus) ;
- 42 insectes dont :
  - 19 lépidoptères de 2015 à 2019 : l'Amaryllis ( Pyronia tithonus), l'Argus bleu (Polyommatus icarus), la Carte géographique (Araschnia levana), le Cuivré commun (Lycaena phlaeas), le Cuivré fuligineux (Lycaena tityrus), le Demi-deuil (Melanargia galathea), le Fadet commun (Coenonympha pamphilus), le Gamma (Autographa gamma), l'Hespérie de la houque (Thymelicus sylvestris), la Mélitée des scabieuses (Melitaea parthenoides), la Mélitée du mélampyre (Melitaea athalia), la Mélitée orangée (Melitaea didyma), le Myrtil (Maniola jurtina), le Paon-du-jour (Aglais io), la Piéride du navet (Pieris napi), la Piéride de la rave (Pieris rapae), le Point-de-Hongrie (Erynnis tages), le Tircis (Pararge aegeria) et le Tristan (Aphantopus hyperantus),
  - 20 odonates de 1998 à 2018 : l'Æschne bleue (Aeshna cyanea), l'Agrion à larges pattes (Platycnemis pennipes), l'Agrion élégant (Ischnura elegans), l'Agrion jouvencelle (Coenagrion puella), l'Agrion mignon (Coenagrion scitulum), l'Agrion nain (Ischnura pumilio), l'Anax empereur (Anax imperator), le Caloptéryx éclatant (Calopteryx splendens), la Cordulie bronzée (Cordulia aenea), le Crocothémis écarlate (Crocothemis erythraea), le Leste brun (Sympecma fusca), le Leste fiancé (Lestes sponsa), le Leste vert (Chalcolestes viridis), la Libellule à quatre taches (Libellula quadrimaculata), la Libellule déprimée (Libellula depressa), la Nymphe au corps de feu (Pyrrhosoma nymphula), l'Orthétrum à stylets blancs (Orthetrum albistylum), le Sympétrum méridional (Sympetrum meridionale), le Sympétrum sanguin (Sympetrum sanguineum) et le Sympétrum strié (Sympetrum striolatum),
  - trois autres insectes de 2010 à 2013 : Procloeon bifidum, Procloeon pennulatum (en), et Serratella ignita ;
- un mammifère en 1998 : le Hérisson commun (Erinaceus europaeus) ;
- deux mollusques en 2010 et 2018 : l'Anodonte des rivières (Anodonta anatina) et la Physe voyageuse (Physella acuta ;
- 16 oiseaux[Note 3] de 1996 à 2019 : l'Alouette des champs (Alauda arvensis), l'Aigrette garzette (Egretta garzetta), la Bergeronnette printanière (Motacilla flava), la Caille des blés (Coturnix coturnix), le Cincle plongeur (Cinclus cinclus), la Fauvette des jardins (Sylvia borin), le Gobemouche noir (Ficedula hypoleuca), la Grive litorne (Turdus pilaris), le Guêpier d'Europe (Merops apiaster), le Héron garde-bœufs (Bubulcus ibis), la Linotte mélodieuse (Linaria cannabina), le Milan royal (Milvus milvus), l'Œdicnème criard (Burhinus oedicnemus), la Pie-grièche à tête rousse (Lanius senator), le Pouillot siffleur (Phylloscopus sibilatrix) et le Traquet motteux (Oenanthe oenanthe) ;
- onze poissons de 2008 à 2015 : l'Ablette (Alburnus alburnus), le Barbeau commun (Barbus barbus), le Chevesne (Squalius cephalus), le Gardon (Rutilus rutilus), le Goujon (Gobio gobio), la Grémille (Gymnocephalus cernua), la Perche (Perca fluviatilis), la Perche-soleil (Lepomis gibbosus), le Rotengle (Scardinius erythrophthalmus), le Spirlin (Alburnoides bipunctatus) et le Vairon (Phoxinus phoxinus) ;
- trois reptiles de 1998 à 2018 : la Couleuvre helvétique (Natrix helvetica), le Lézard des murailles (Podarcis muralis) et le Lézard vert occidental (Lacerta bilineata).

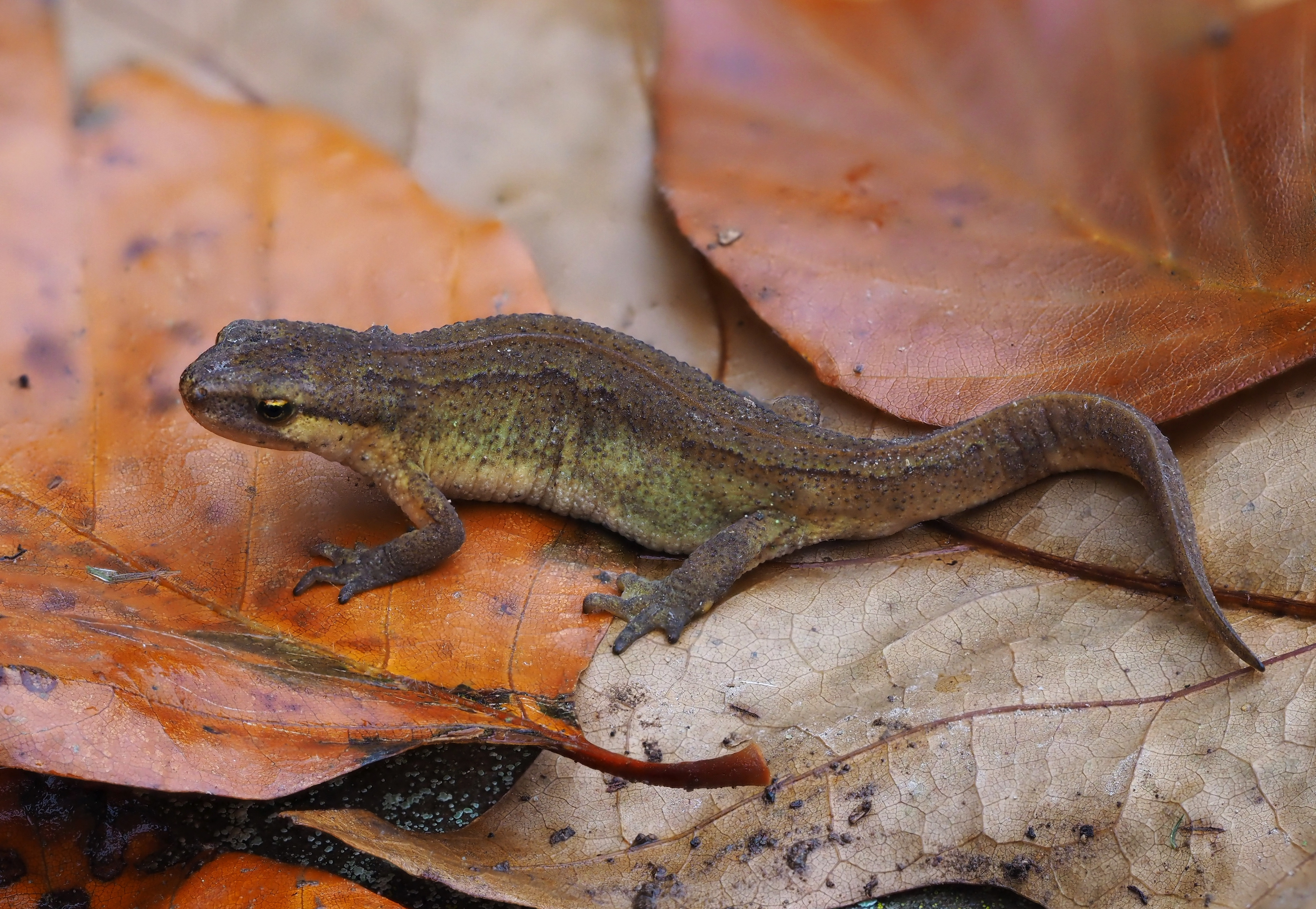
Triton palmé.
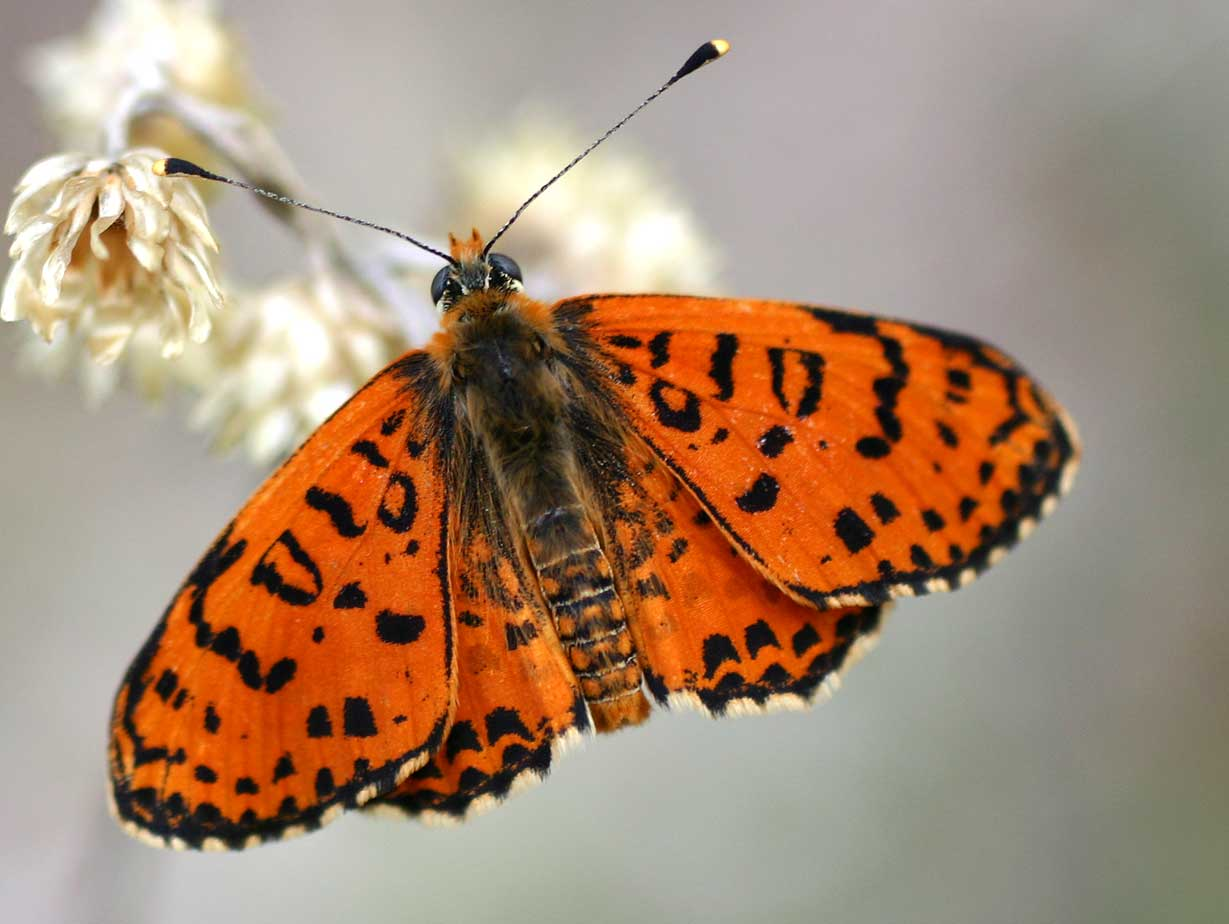
Mélitée orangée mâle.
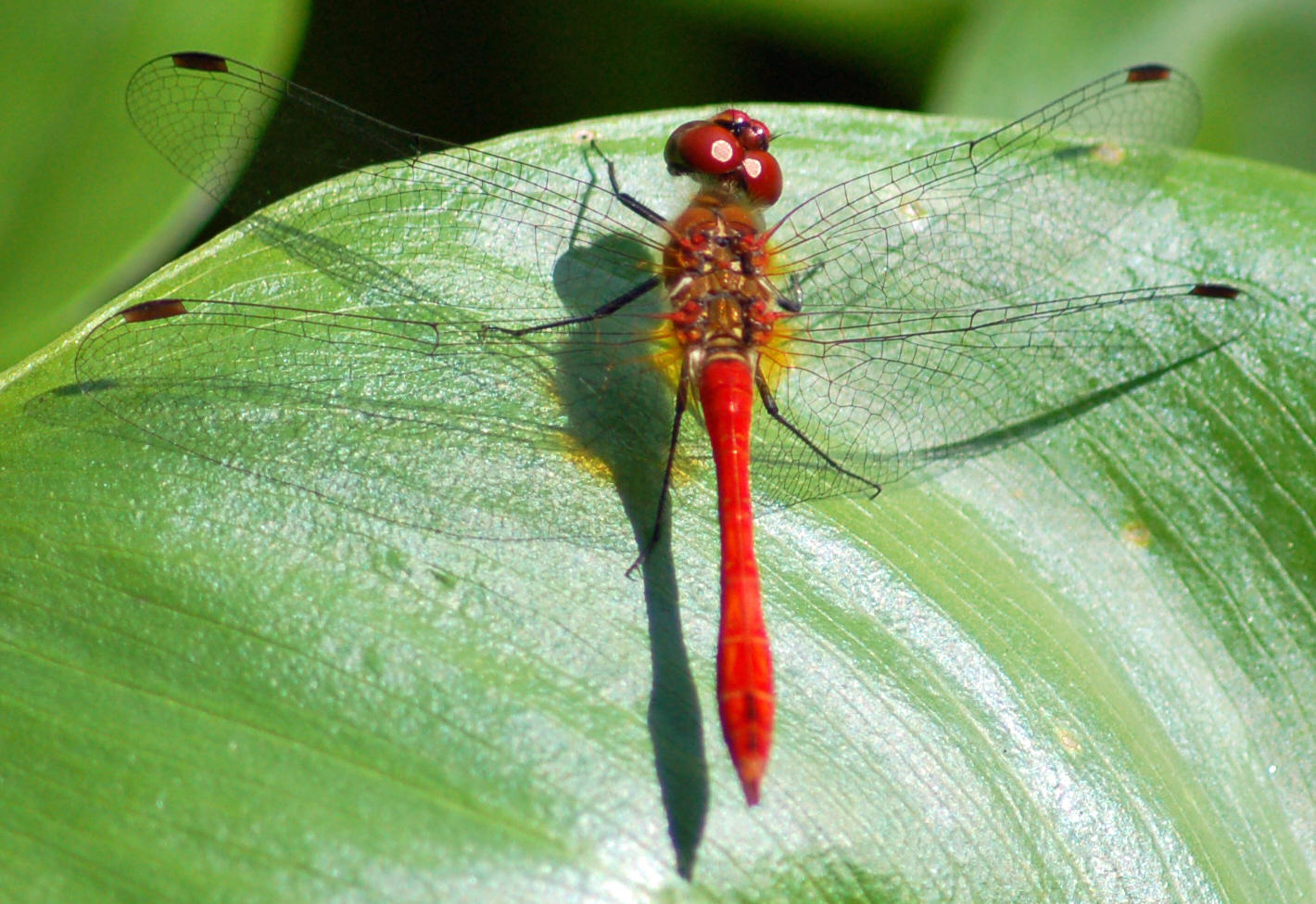
Sympétrum sanguin.
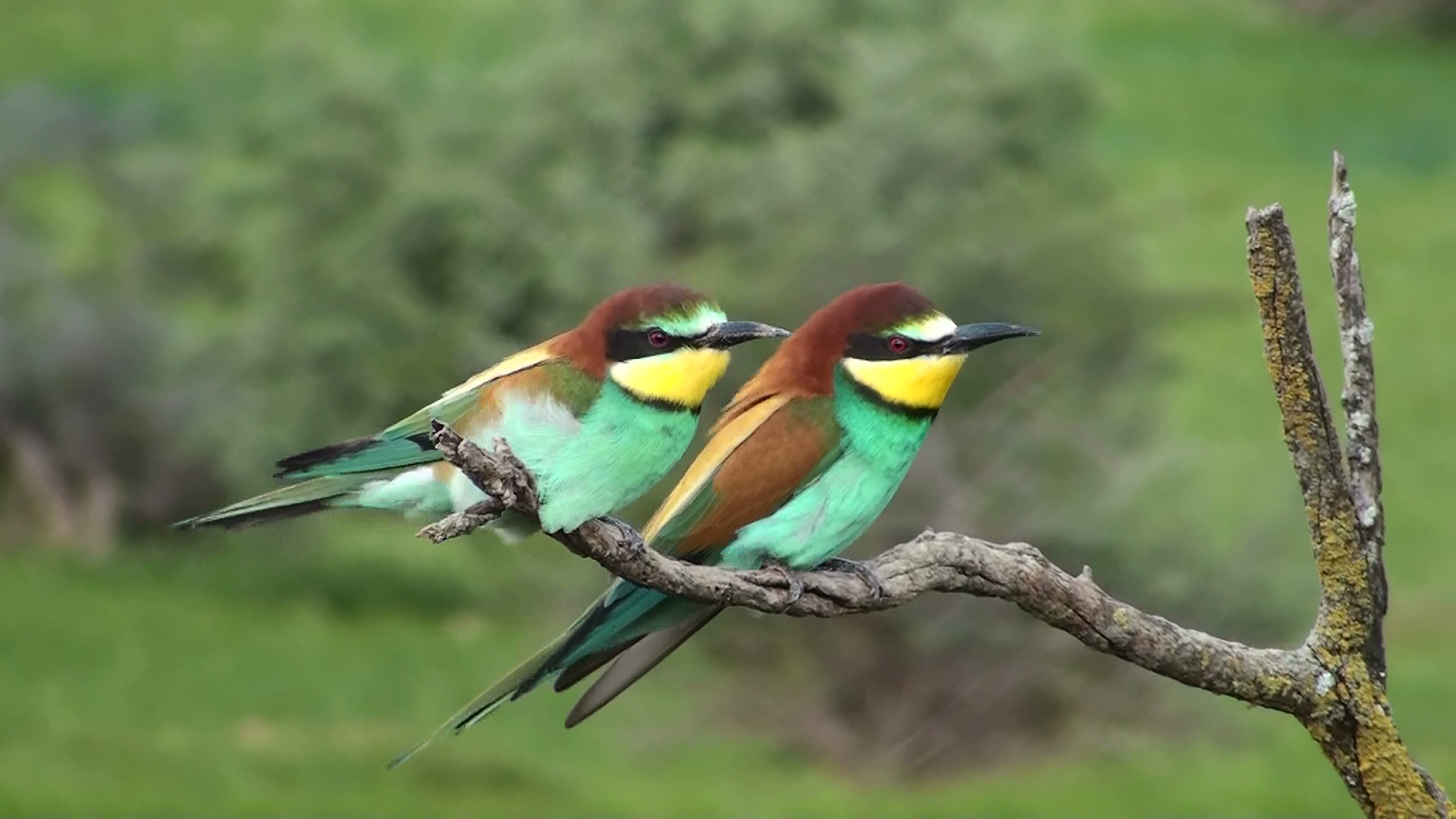
Deux Guêpiers d'Europe.
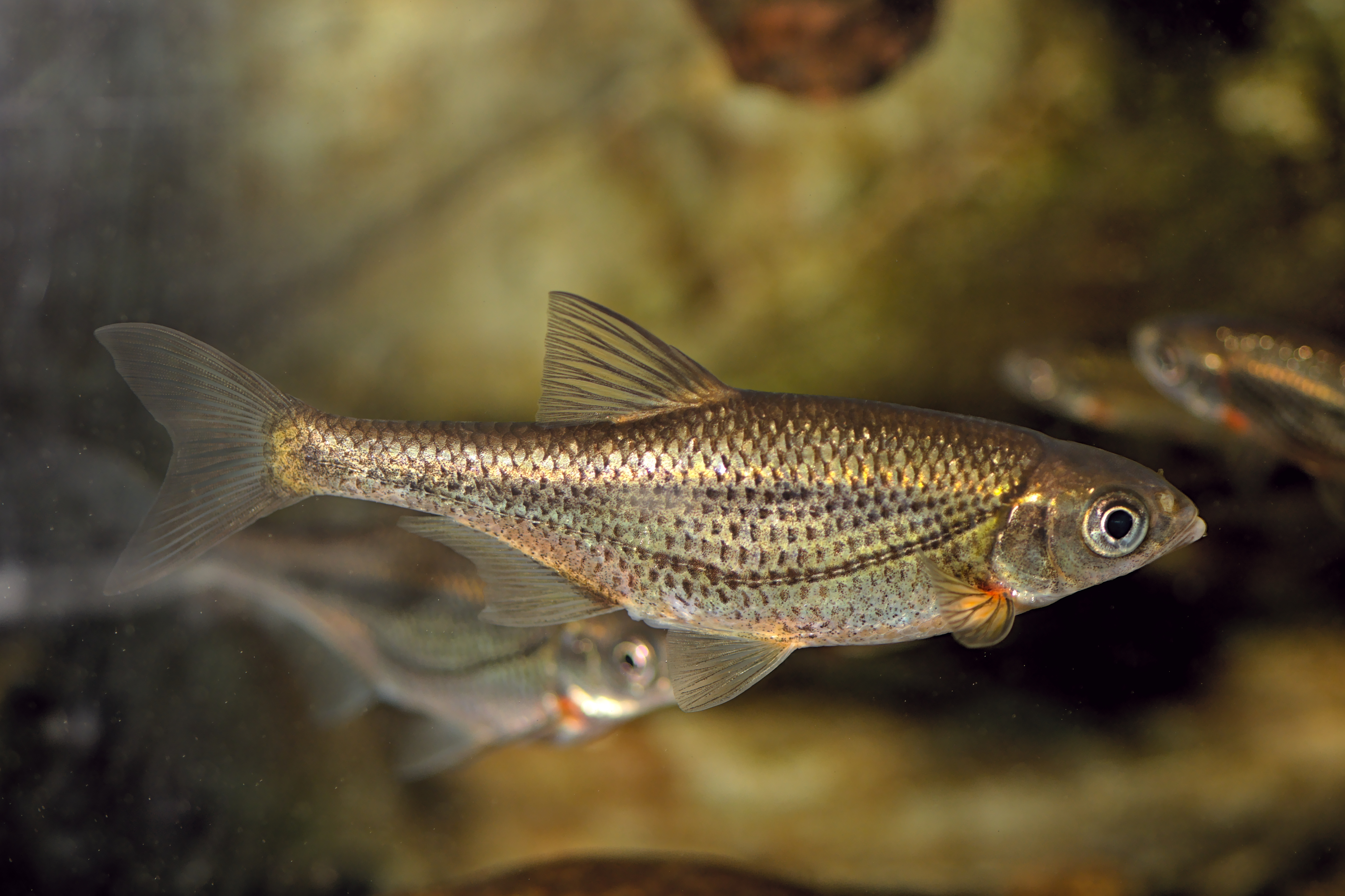
Spirlin.

### Protection de la faune
Parmi les espèces d'amphibiens recensées dans la ZNIEFF, six sont protégées au titre de la directive habitats de l'Union européenne : l'Alyte accoucheur, la Grenouille agile, la Grenouille verte, la Rainette verte, le Triton crêté et le Triton marbré ; elles sont donc protégées sur l'ensemble du territoire français de même que les trois autres : la Grenouille rousse, le Triton de Blasius et le Triton palmé.
Parmi les mammifères, la Loutre d'Europe est protégée au titre de la directive habitats de l'Union européenne. Elle est donc protégée sur l'ensemble du territoire français, de même que le Hérisson commun.
Parmi les mollusques, la Mulette ligérienne est protégée au titre de la directive habitats de l'Union européenne et sur l'ensemble du territoire français.
Trois espèces d'oiseaux de la ZNIEFF sont protégées au titre de la directive Oiseaux de l'Union européenne : l'Aigrette garzette, le Milan royal et l'Œdicnème criard ; elles sont donc protégées sur l'ensemble du territoire français, de même que neuf autres espèces : la Bergeronnette printanière, le Cincle plongeur, la Fauvette des jardins, le Gobemouche noir, le Guêpier d'Europe, le Héron garde-bœufs, la Pie-grièche à tête rousse, le Pouillot siffleur et le Traquet motteux.
Parmi les espèces de poissons recensées dans la ZNIEFF, deux sont protégées au titre de la directive habitats de l'Union européenne : le Barbeau commun et la Bouvière. Elles sont donc protégées sur l'ensemble du territoire français, de même que le Grand brochet.
Parmi les espèces de reptiles recensées dans la ZNIEFF, deux sont protégées au titre de la directive habitats de l'Union européenne : le Lézard des murailles et le Lézard vert occidental ; elles sont donc protégées sur l'ensemble du territoire français de même que la Couleuvre helvétique .

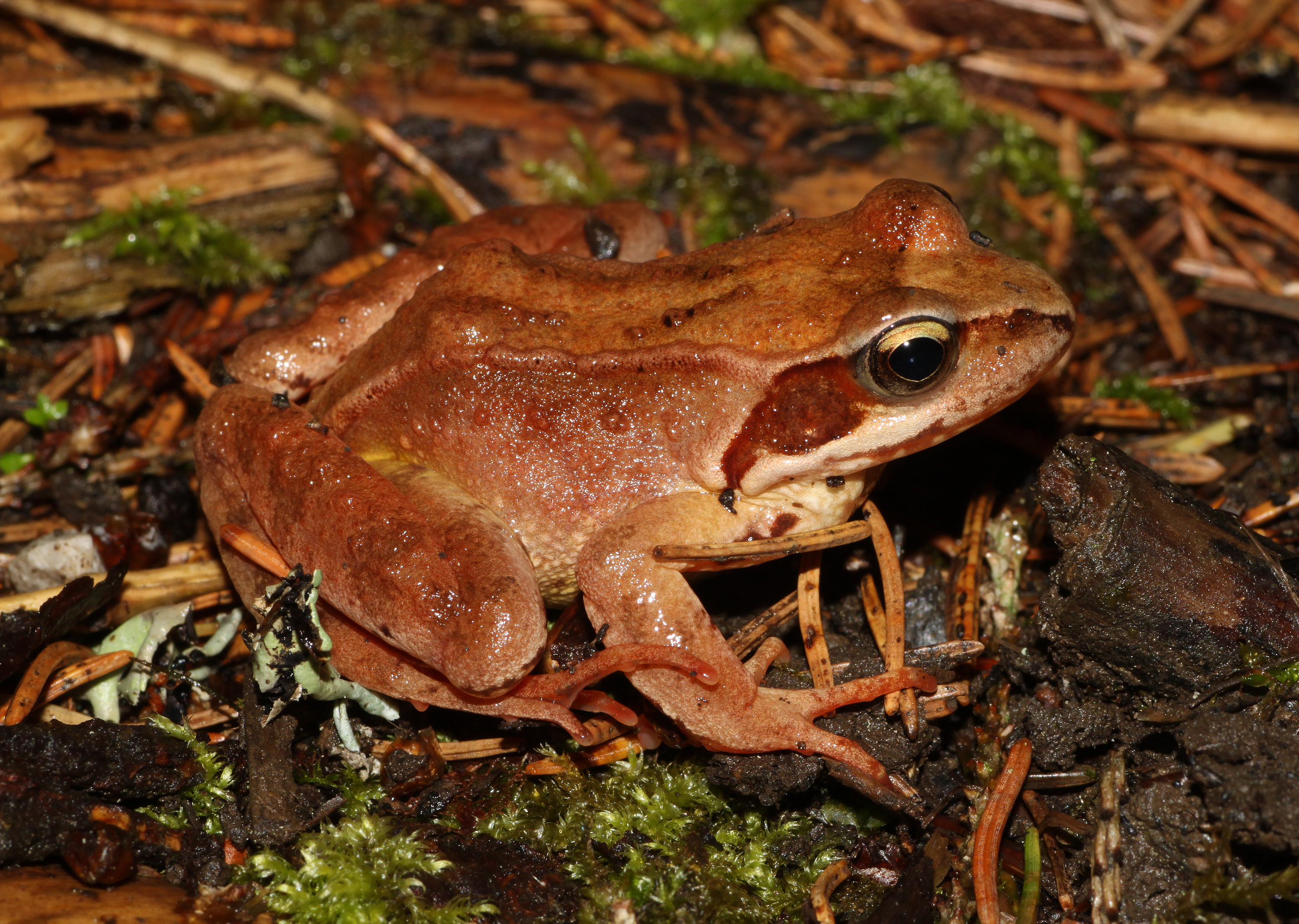
Grenouille agile.
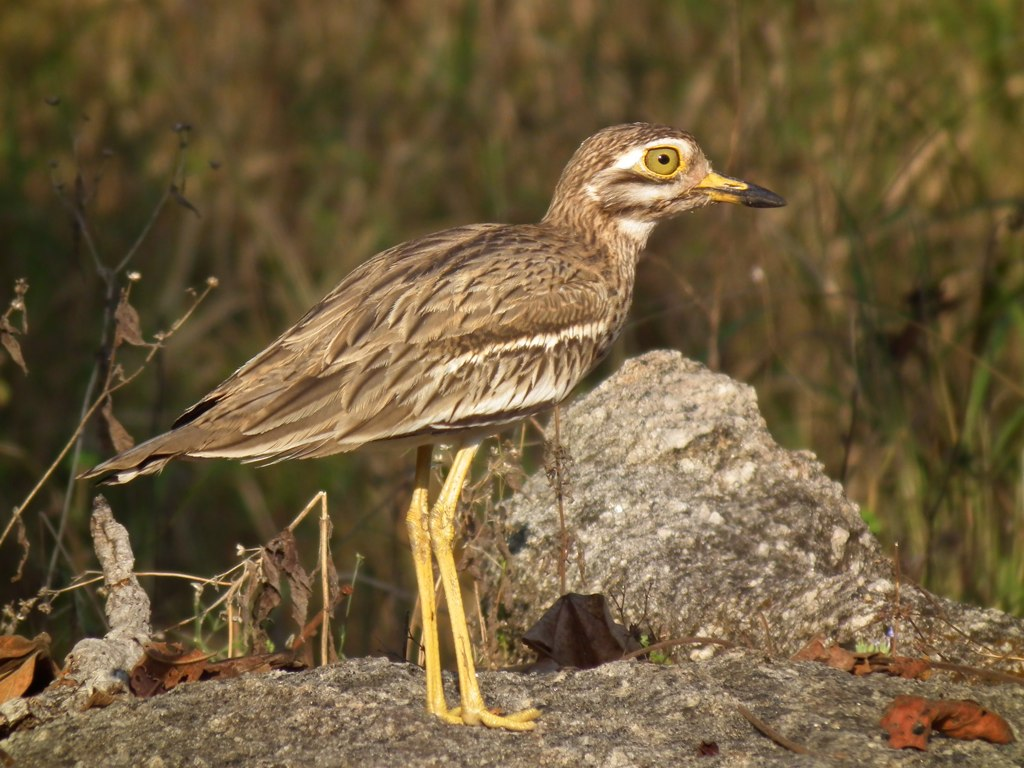
Œdicnème criard.
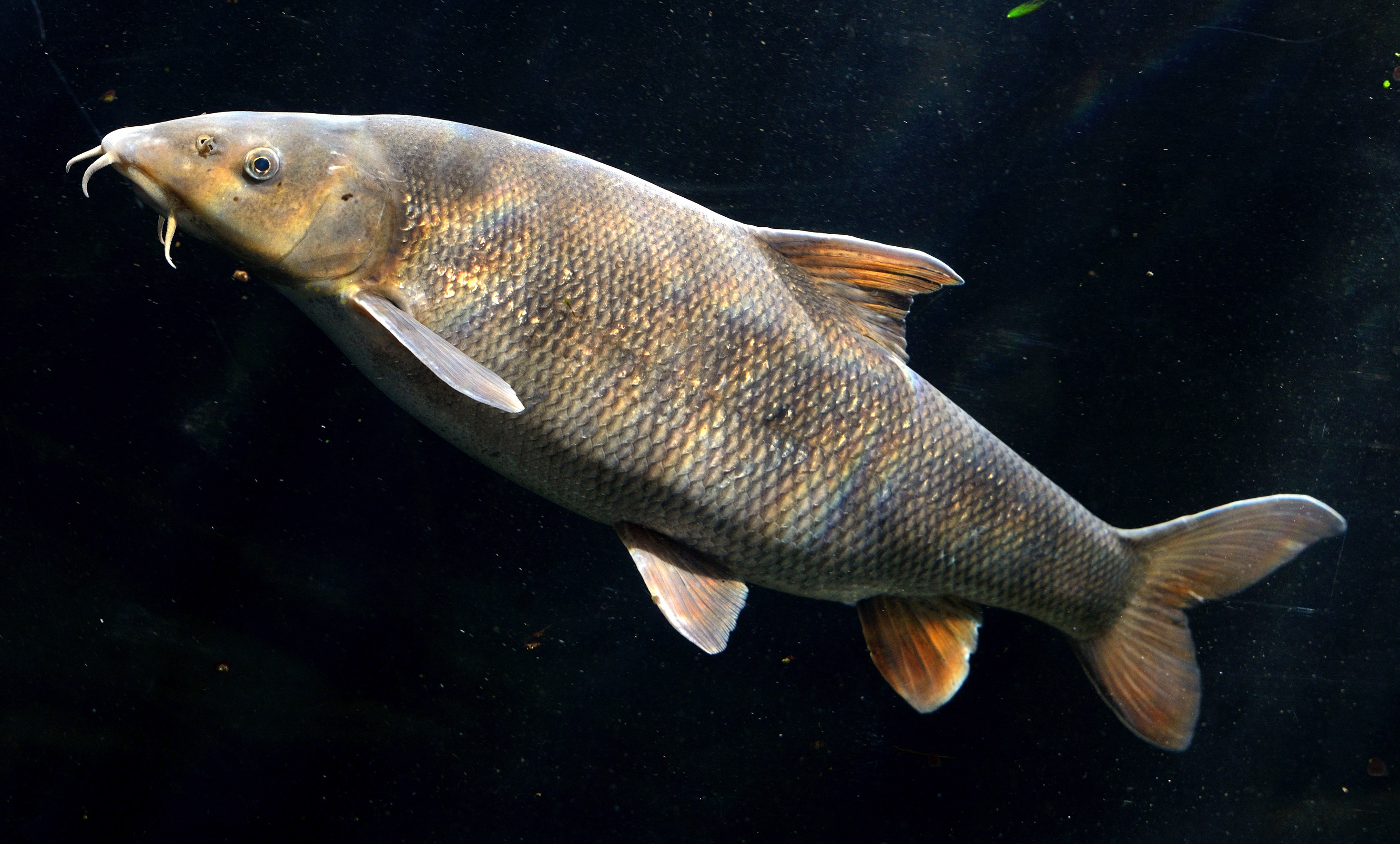
Barbeau commun.
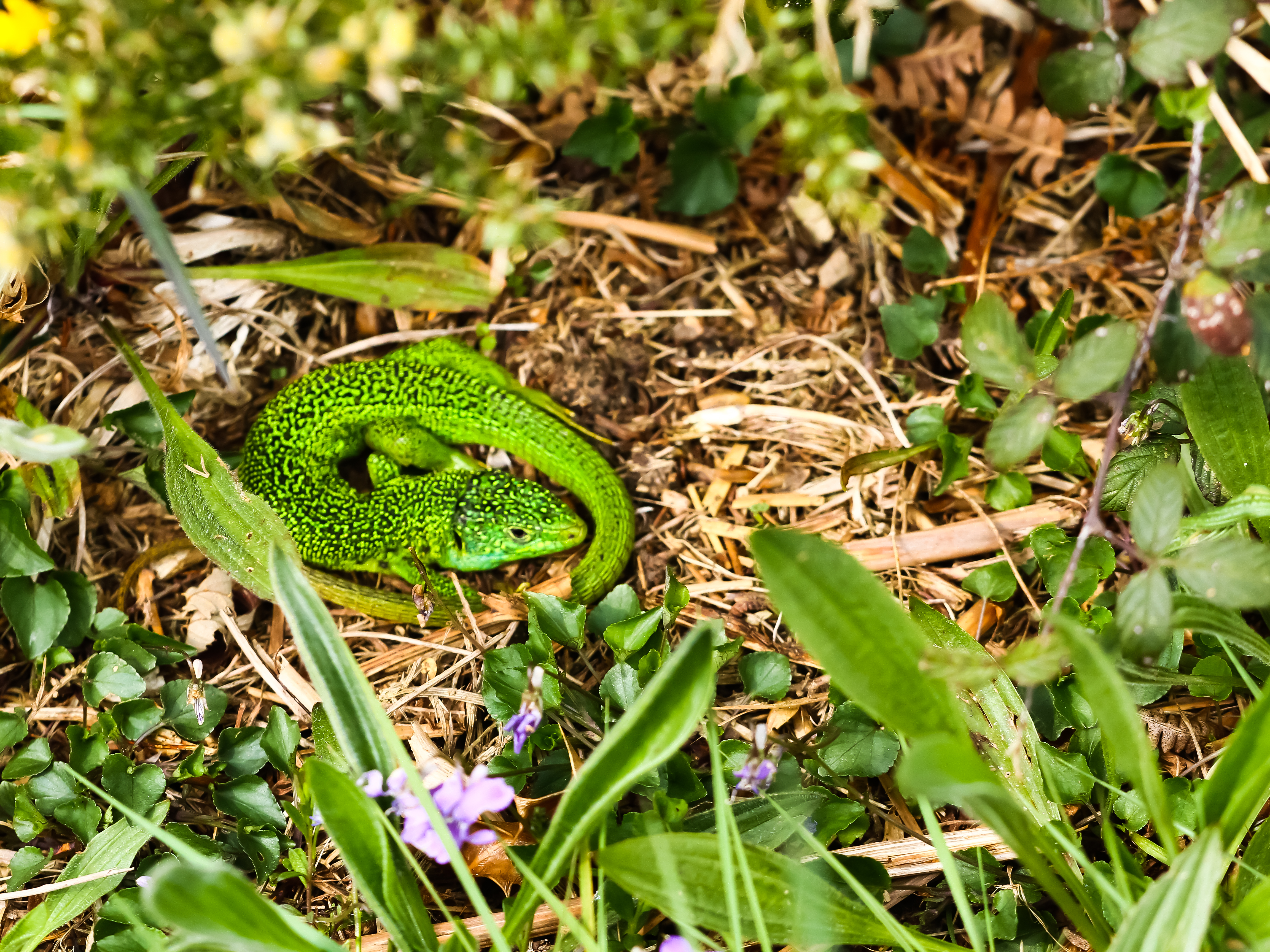
Lézard vert occidental.
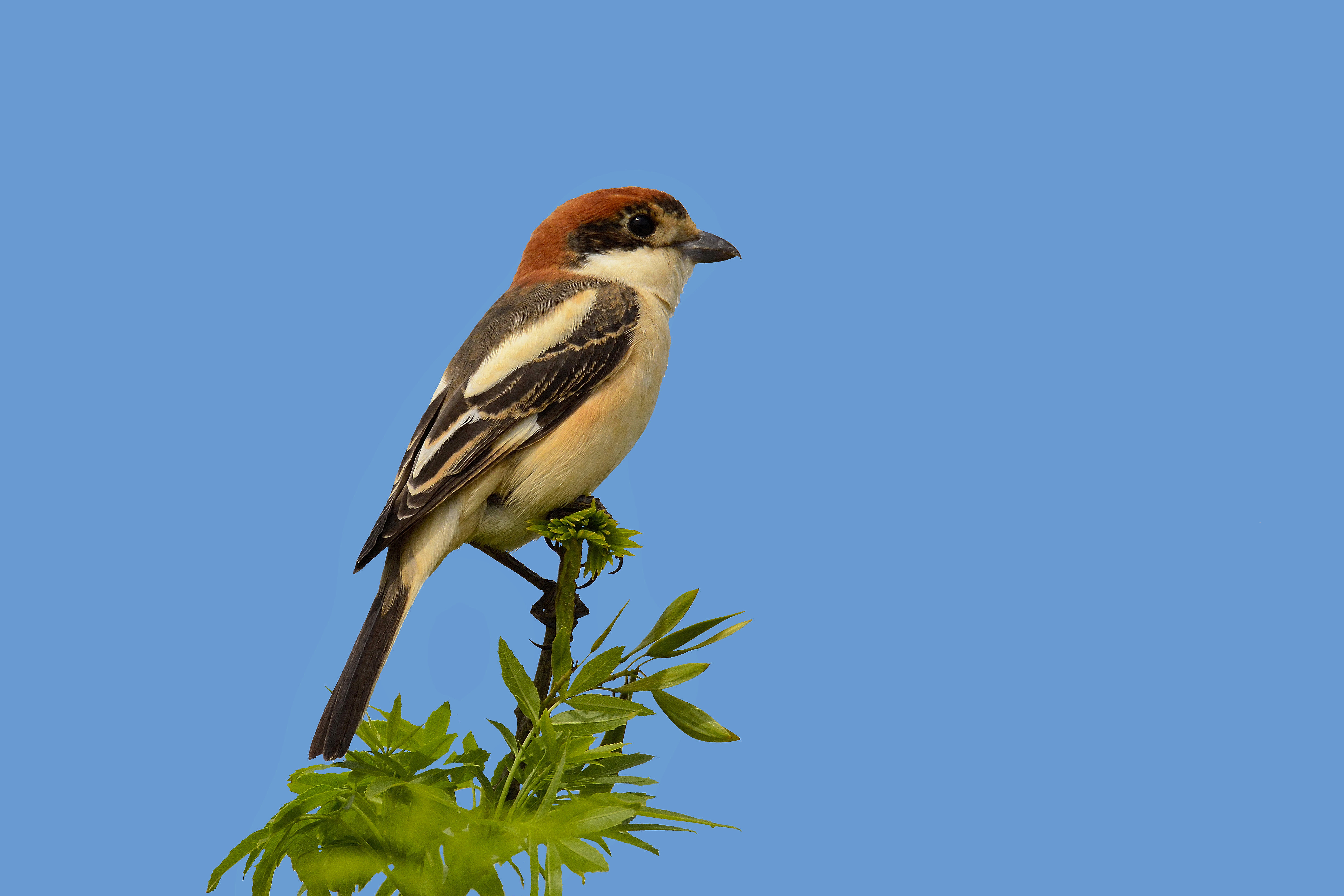
Pie-grièche à tête rousse mâle.

## Flore

### Espèces végétales déterminantes
Huit espèces déterminantes de plantes phanérogames ont été répertoriées dans la ZNIEFF en 2020 : le Brome en grappe (Bromus racemosus (en)), le Dactylorhize de mai (Dactylorhiza majalis), le Genêt ailé (Genista sagittalis), le Mouron délicat (Lysimachia tenella), l'Œnanthe à feuilles de peucédan (Oenanthe peucedanifolia), l'Œnanthe aquatique (Oenanthe aquatica), l'Orchis à fleurs lâches (Anacamptis laxiflora) et la Saxifrage granulée (Saxifraga granulata).

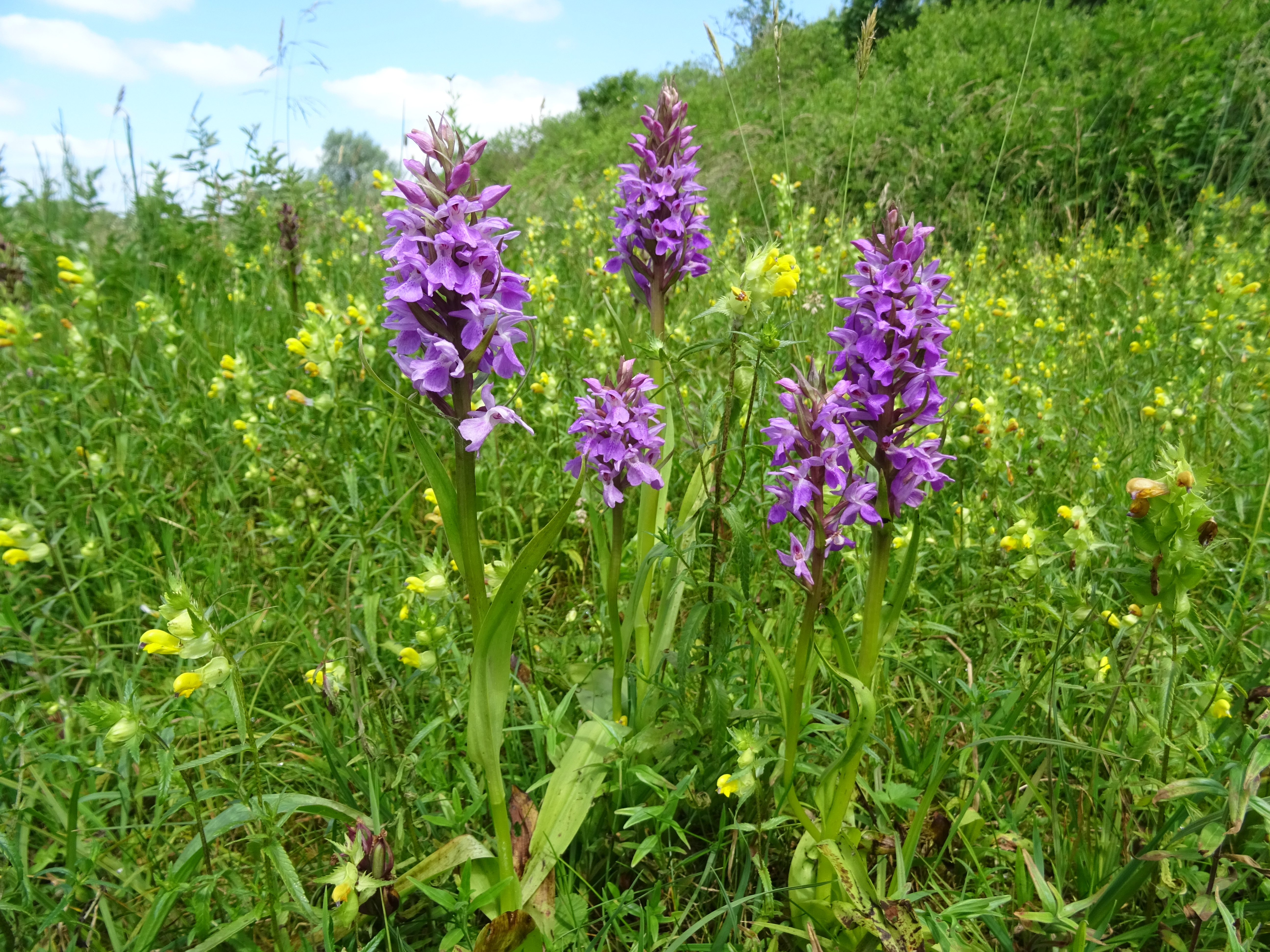
Dactylorhizes de mai.
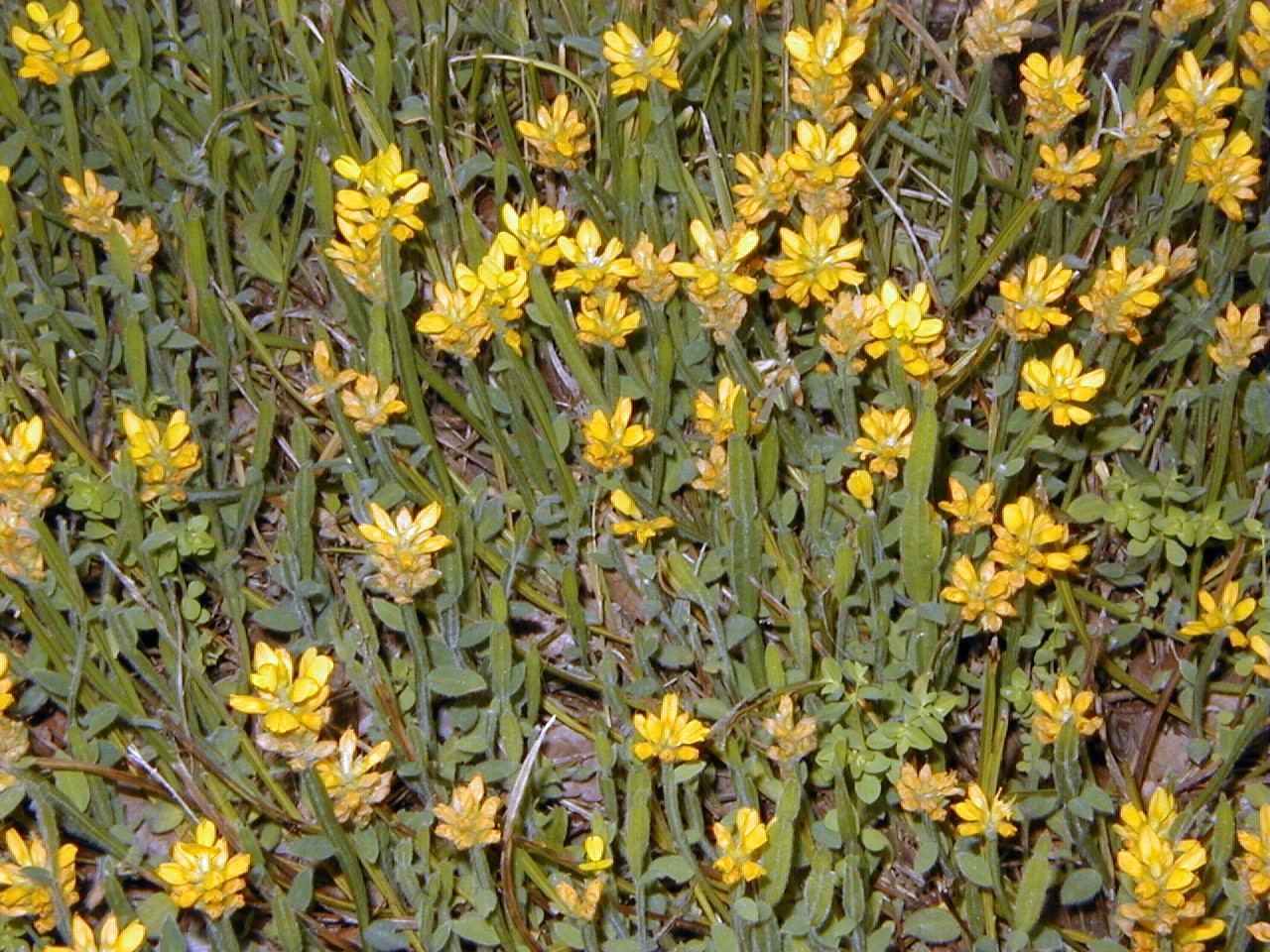
Genêts ailés.
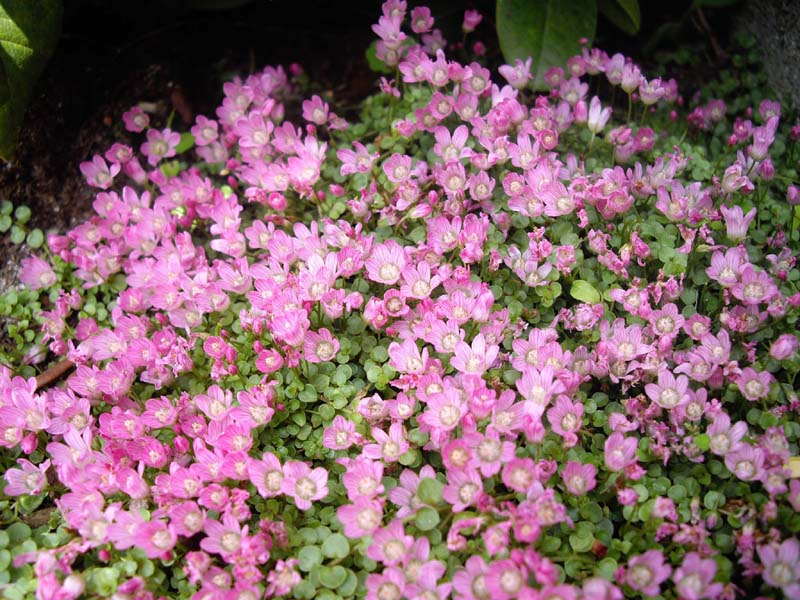
Mourons délicats.
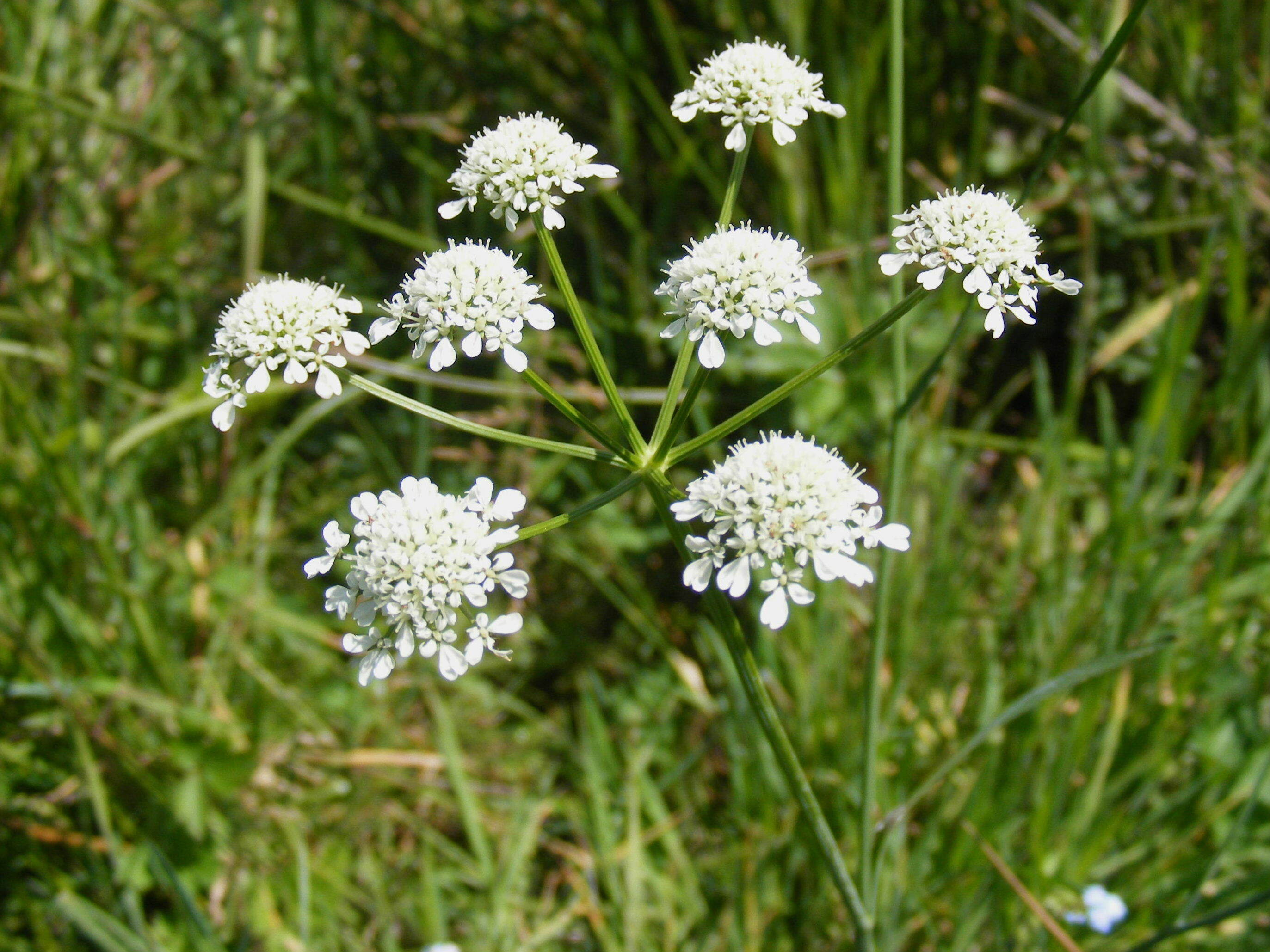
Fleurs d'Œnanthe à feuilles de peucédan.
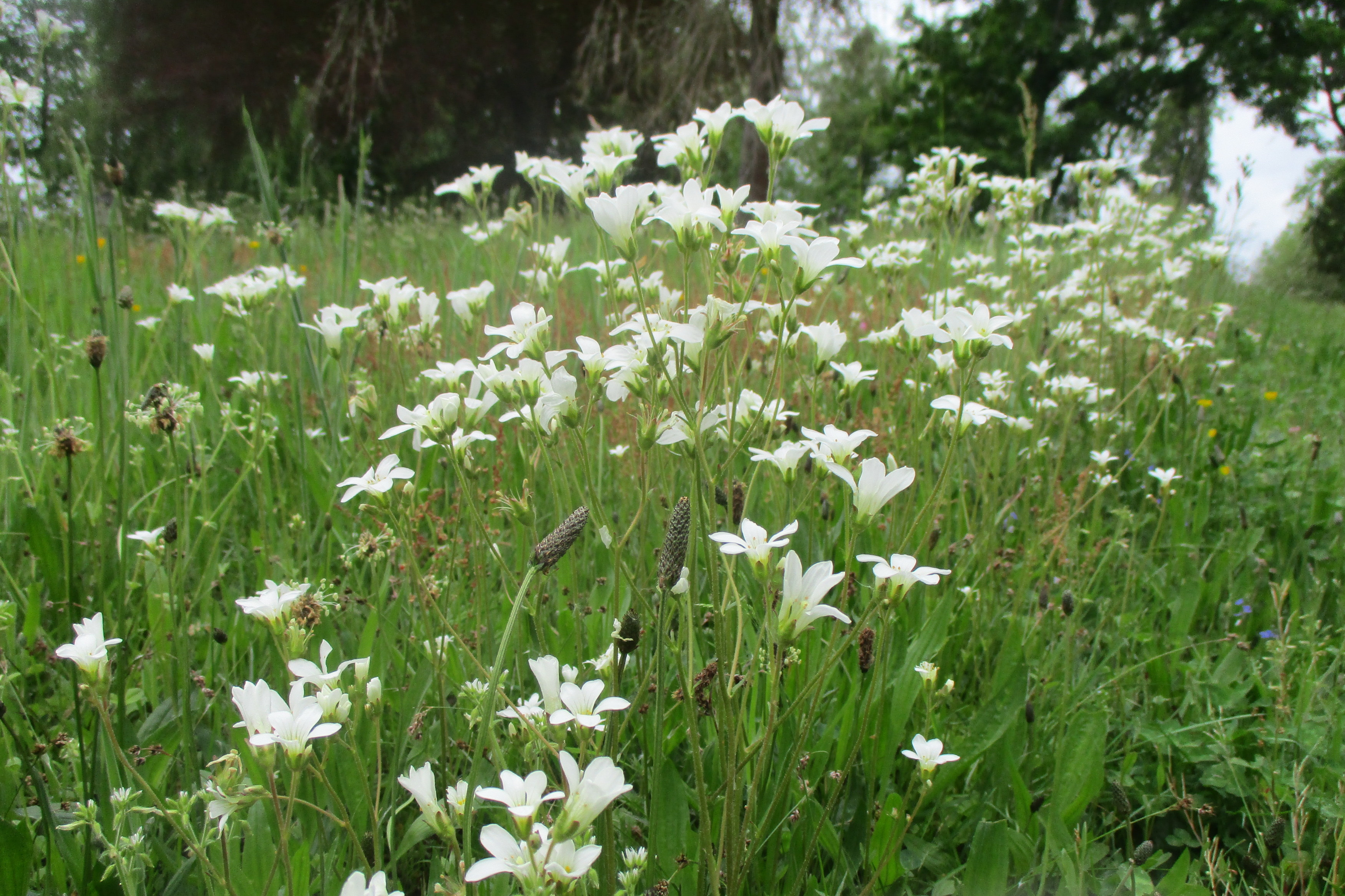
Saxifrages granulées.

### Autres espèces végétales
Outre les espèces déterminantes végétales déjà mentionnées, neuf autres espèces de plantes phanérogames ont été recensées sur la ZNIEFF : le Carum verticillé (Trocdaris verticillatum), le Cirse d'Angleterre (Cirsium dissectum), la Laîche des rives (Carex riparia), le Myosotis cespiteux (Myosotis laxa), l'Orchis bouffon (Anacamptis morio), le Passerage hétérophylle (Lepidium heterophyllum (en)), la Renoncule peltée (Ranunculus peltatus), la Scorsonère des prés (Scorzonera humilis) et le Vulpin des prés (Alopecurus pratensis).

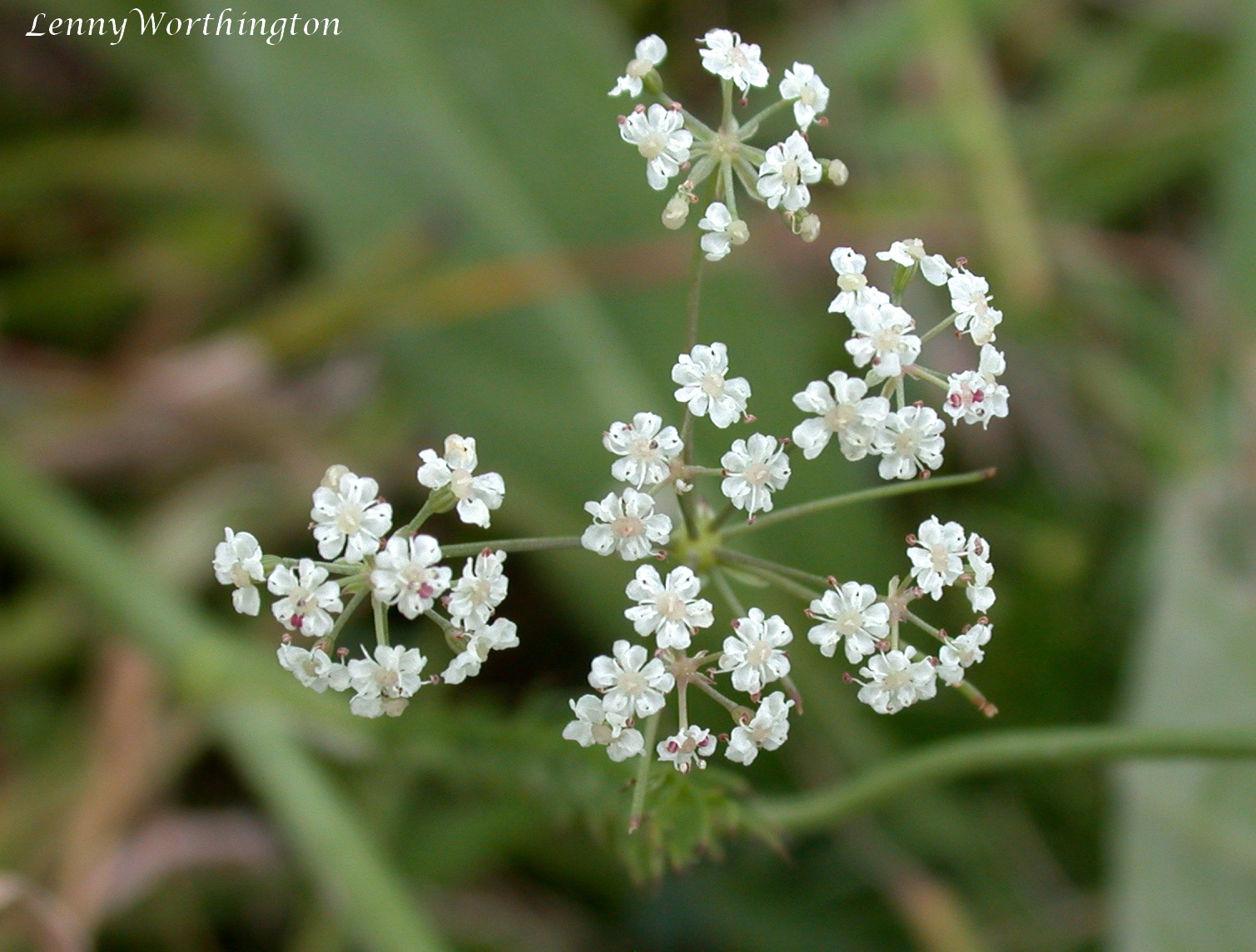
Carum verticillé.
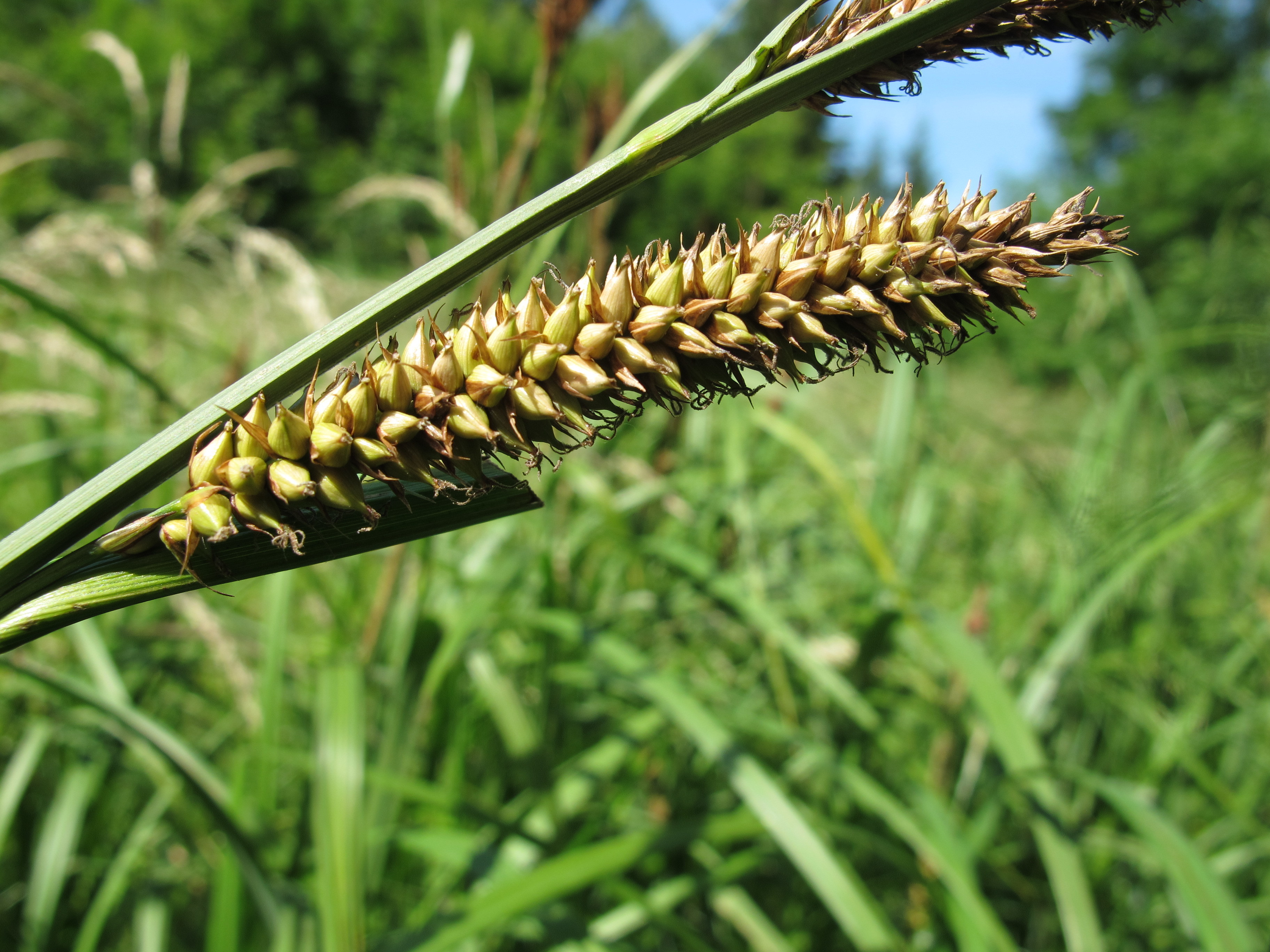
Inflorescence de Laîche des rives.
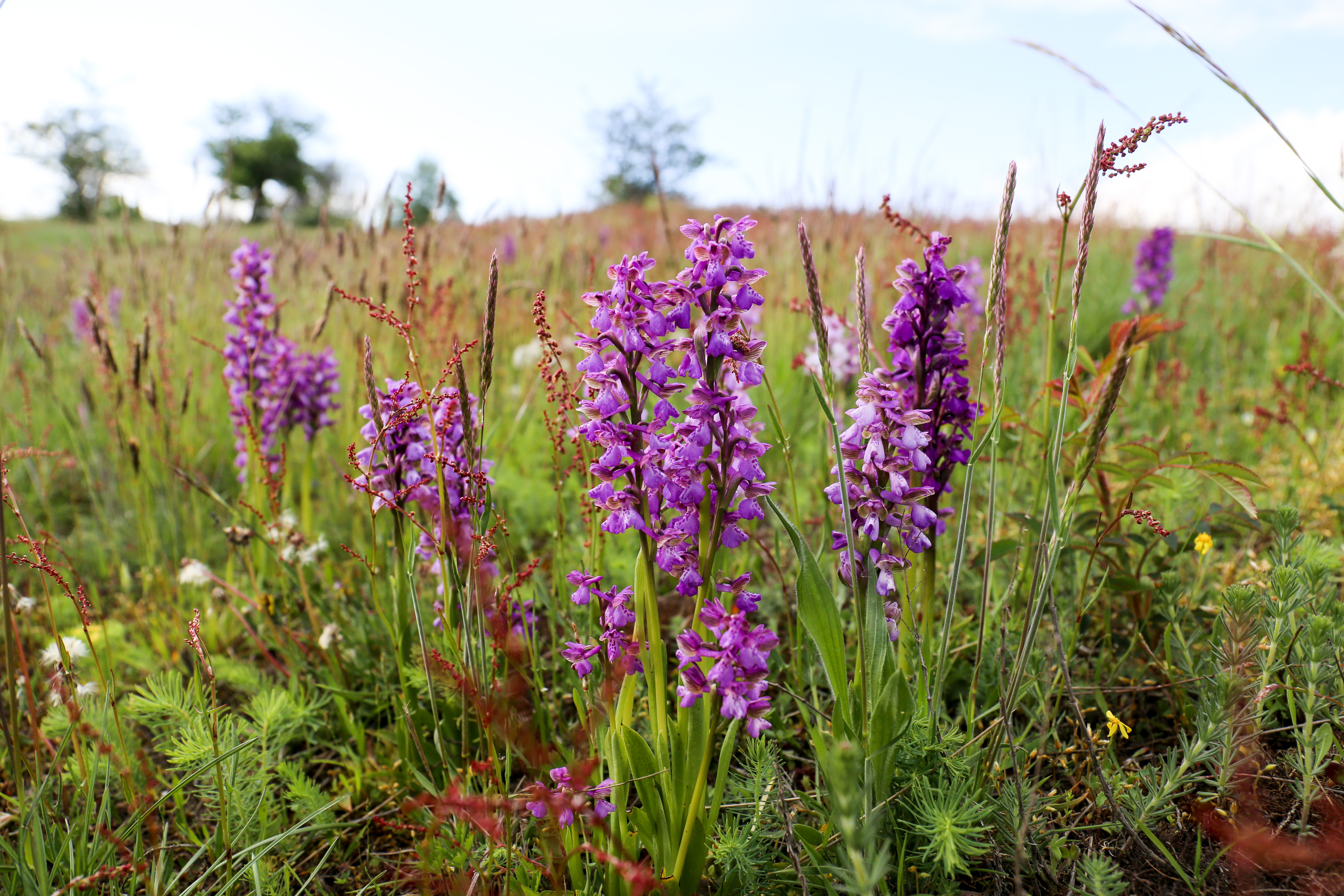
Orchis bouffons.
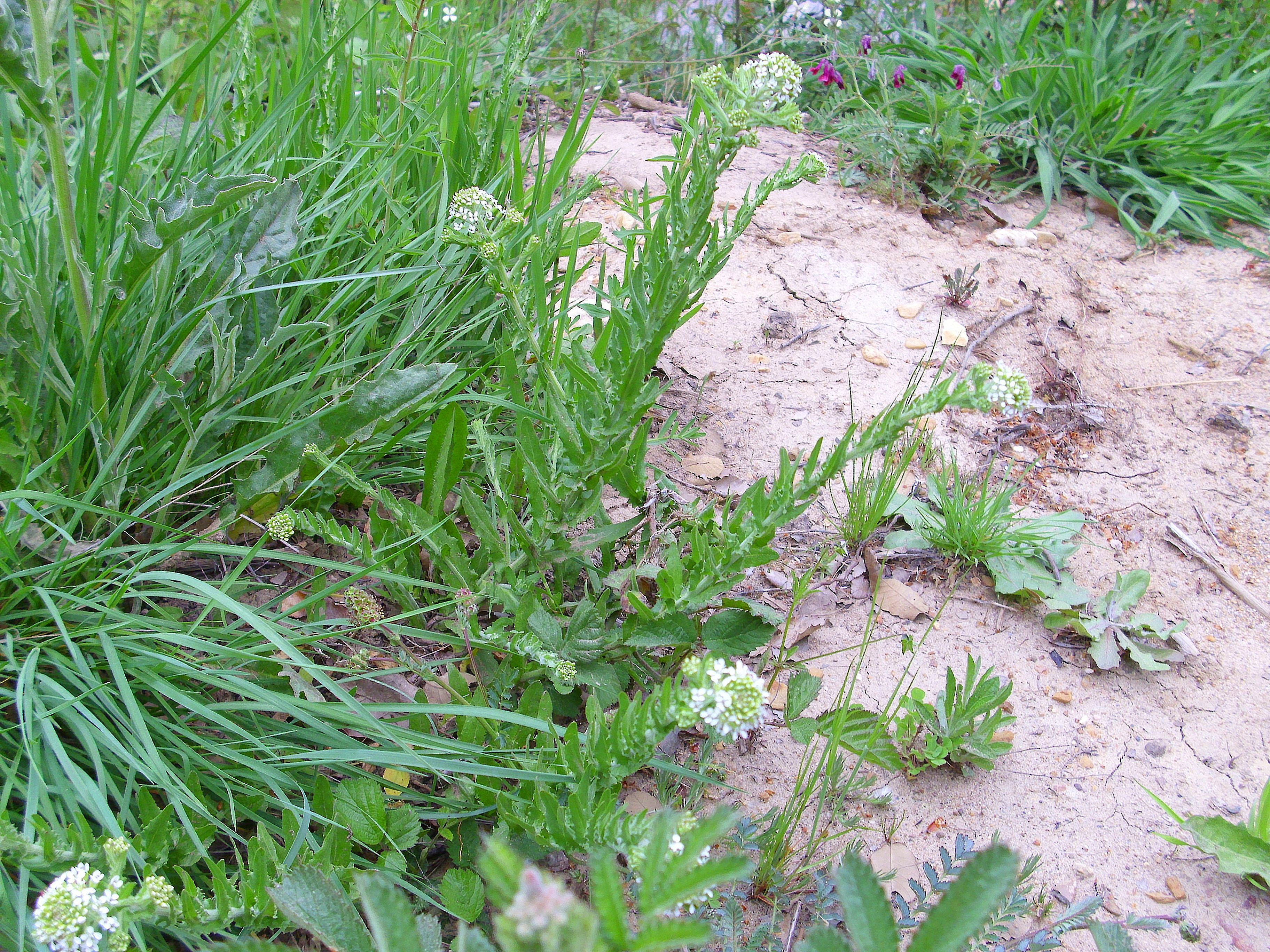
Passerage hétérophylle.
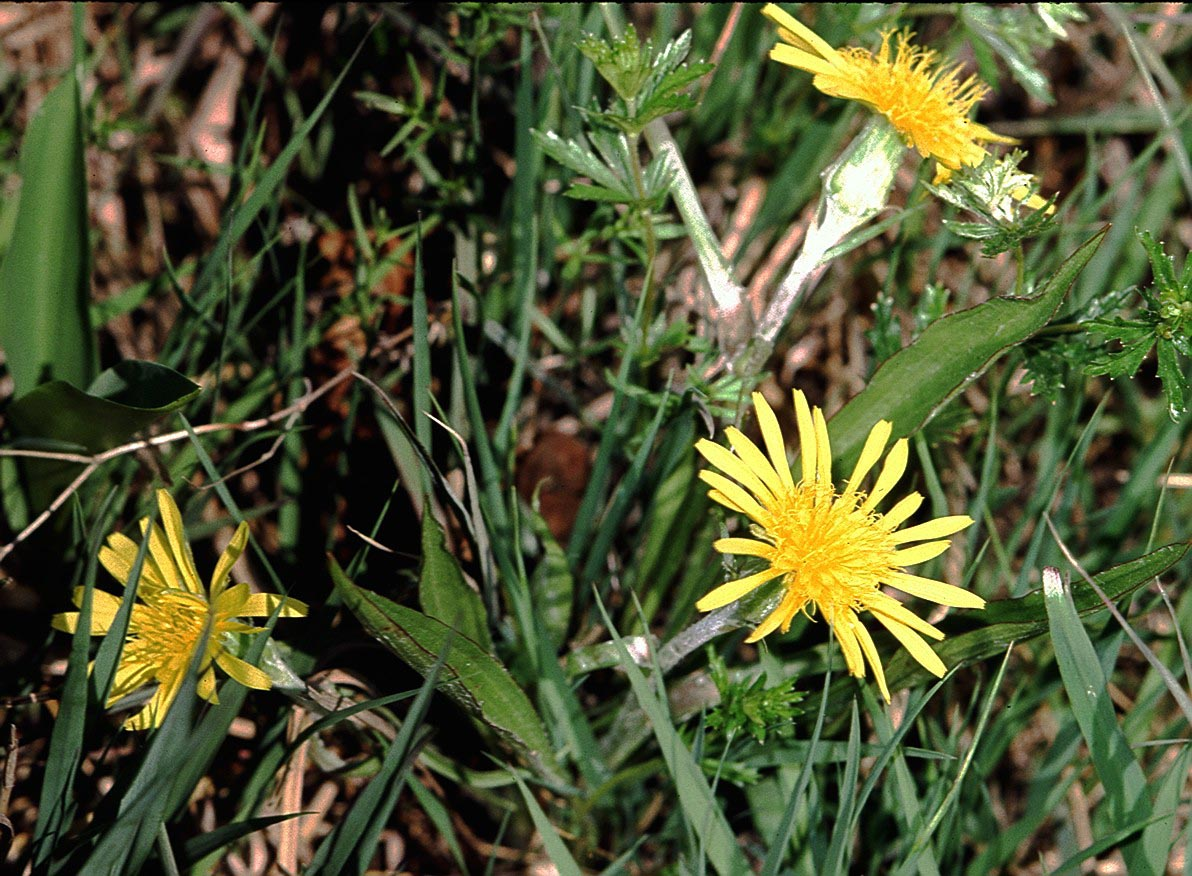
Fleurs de Scorsonères des prés.